# Războiul Malvinelor
Războiul (din Insulele) Falkland, cunoscut și sub numele de Conflictul (din Insulele) Falkland, sau Criza (din Insulele) Falkland, cu denumirea populară de Războiul Malvinelor (spaniolă Guerra de las Malvinas), sau Războiul din Atlanticul de Sud (Guerra del Atlántico Sur), a fost un conflict militar cu durata de zece săptămâni, între Argentina și Regatul Unit al Marii Britanii, motivul disputei fiind două teritorii britanice de peste mări (British Overseas Territories), respectiv Insulele Falkland și Insulele Georgia de Sud și Sandwich de Sud. Conflictul militar a început vineri, 2 aprilie 1982, prin invadarea și ocuparea Insulelor Falkland, urmată în ziua următoare, de invadarea și ocuparea Insulelor Georgia de Sud și Sandwich de Sud, pentru a restabili suveranitatea argentiniană asupra acestora. Trei zile mai târziu, guvernul britanic a trimis o forță navală de intervenție pentru a alunga cu forța armelor trupele argentiniene care ocupaseră insulele. Conflictul militar s-a încheiat după 74 de zile, prin capitularea forțelor argentiniene în 14 iunie 1982, și restabilirea controlului britanic asupra insulelor. În urma conflictului, 649 militari argentinieni, 255 militari britanici și trei localnice din insule și-au pierdut viața. Conflictul a constituit punctul culminant al conflictului prelungit timp de aproape 150 de ani dintre Argentina și Marea Britanie pe tema suveranității asupra acestor insule din sudul Atlanticului. Argentina a susținut că încă din sec.19 aceste insule au fost teritoriu argentinian, în consecință, guvernul argentinian a dispus ocuparea insulelor ca o restabilire a suveranității asupra unui teritoriu ce aparținea de drept Argentinei. Guvernul britanic a considerat acțiunea argentiniană ca o invazie a unui teritoriu care aparținea Marii Britanii încă din sec.18. Nici unul din statele beligerante nu a făcut în mod oficial vreo declarație de război, iar ostilitățile s-au limitat numai la teritoriul insulelor, apele teritoriale și spațiul aerian corespunzător. Conflictul militar a avut un puternic impact asupra ambelor țări, constituind subiectul unui număr de cărți, articole, filme și cântece. Sentimentul național a crescut mult în Argentina, înfrângerea declanșând proteste în toată țara contra juntei militare de guvernământ, precipitând căderea acesteia. În Marea Britanie, Partidul Conservator, aflat la guvernare, susținut de victoria militară asupra argentinienilor, a câștigat din nou alegerile. Efectul cultural și politic a fost mai puternic în Argentina, unde a rămas un etern subiect de discuție și un motiv de frustrare pentru poporul argentinian.
Relațiile diplomatice dintre cele două țări au fost restabilite în 1989, ca urmare a unei reuniuni în Spania, la Madrid, în urma căreia ambele părți au ajuns la un acord. Nici această reuniune nu a condus la schimbări semnificative ale poziției fiecărei țări față de litigiul privind Insulele Falkland. Mai mult, în 1994, problema suveranității asupra acestor insule, a fost adăugată în constituția argentiniană.

## Istoric
Deși indigenii din Țara de Foc au vizitat Insulele Falkland încă din vremuri preistorice, insulele erau nelocuite când europenii le-au explorat pentru prima dată. Pretențiile europene de descoperire datează din secolul al XVI-lea dar nu există un consens cu privire la faptul dacă exploratorii timpurii au văzut chiar insulele Falkland sau alte insule din Atlanticul de Sud.  Prima debarcare indiscutabilă pe insule este atribuită căpitanului englez John Strong în 1690 care, în drum spre litoralul Peru și Chile, a explorat strâmtoarea Falkland Sound și a observat apa și vânatul insulelor.
Insulele Falkland au rămas nelocuite până la înființarea în aprilie 1764 a Port Louis in estul insulei East Falkland de către căpitanul francez Louis Antoine de Bougainville și la întemeierea în ianuarie 1765 a Port Egmont in vest pe Insula Saunders de către capitanul britanic John Byron. Dacă locuitorii uneia dintre așezări știau sau nu despre existența celeilalte așezări rămâne subiect de dezbatere. În 1766 Franța a cedat Spaniei pretenția asupra Insulelor Falkland, care a redenumit colonia franceză Puerto Soledad. Problemele au început când Spania a detectat și a capturat Port Egmont în 1770. Războiul însă a fost evitat prin restituirea așezării către Marea Britanie în anul următor.
Așezările britanice și spaniole au coexistat în arhipelag până în 1774, când noile considerații economice și strategice ale Marii Britanii au determinat-o să se retragă în mod voluntar din insule, lăsând o placă care revendică Insulele Falkland pentru regele George al III-lea. Viceregatul Spaniol Río de la Plata a devenit singura prezență guvernamentală pe teritoriu. West Falkland a fost lăsat abandonat, iar Puerto Soledad a devenit în mare parte un lagăr de prizonieri.  Pe fondul invaziilor britanice ale Río de la Plata în timpul războaielor napoleoniene din Europa, guvernatorul insulelor a evacuat arhipelagul în 1806. Garnizoana colonială rămasă din Spania a urmat exemplul în 1811, cu excepția crescătorilor de vite și al pescarilor care au rămas de bunăvoie.
Ulterior, arhipelagul a fost vizitat doar de nave de pescuit. Statutul său politic a fost de necontestat până în 1820, când colonelul David Jewett, un corsar american care lucra pentru Provinciile Unite ale Río de la Plata, a informat navele ancorate despre revendicarea Buenos Aires din 1816 asupra teritoriilor Spaniei din Atlanticul de Sud. Deoarece insulele nu aveau locuitori permanenți, în 1823 Buenos Aires i-a acordat negustorului german Luis Vernet permisiunea de a desfășura activități de pescuit și de a exploata vite sălbatice în arhipelag. Vernet sa stabilit la ruinele din Puerto Soledad în 1826 și a acumulat resurse pe insule până când afacerea a fost suficient de sigură pentru a aduce coloniști și a forma o colonie permanentă. Buenos Aires l-a numit pe Vernet comandant militar și civil al insulelor în 1829 și a încercat să facă reglementări pentru a opri activitățile vânătorilor și pescarilor străini. Aventura lui Vernet a durat până când o dispută privind drepturile de pescuit și vânătoare a dus la un raid al navei de război americane USS Lexington în 1831, când comandantul Marinei Statelor Unite, Silas Duncana, a declarat dizolvarea guvernului insulei.

Buenos Aires a încercat să-și păstreze influența asupra așezării instalând o garnizoană, dar o revoltă din 1832 a fost urmată în anul următor de sosirea forțelor britanice, care au reafirmat dominația Marii Britanii. Confederația argentiniană (condusă de guvernatorul Juan Manuel de Rosas) a protestat împotriva acțiunilor Marii Britanii iar guvernele argentiniene au tot continuat de atunci să înregistreze proteste oficiale împotriva Marii Britanii. Trupele britanice au plecat după ce și-au încheiat misiunea, lăsând zona fără guvern formal. Adjunctul lui Vernet, scoțianul Matthew Brisbane, s-a întors în insule în acel an pentru a restabili afacerea, dar eforturile lui s-au încheiat după ce, pe fondul tulburărilor de la Port Louis, gaucho Antonio Rivero a condus un grup de indivizi nemulțumiți ca să-l ucidă pe Brisbane și oamenii lui. Supraviețuitorii s-au ascuns într-o peșteră de pe o insulă din apropiere până când britanicii s-au întors și au restabilit ordinea.

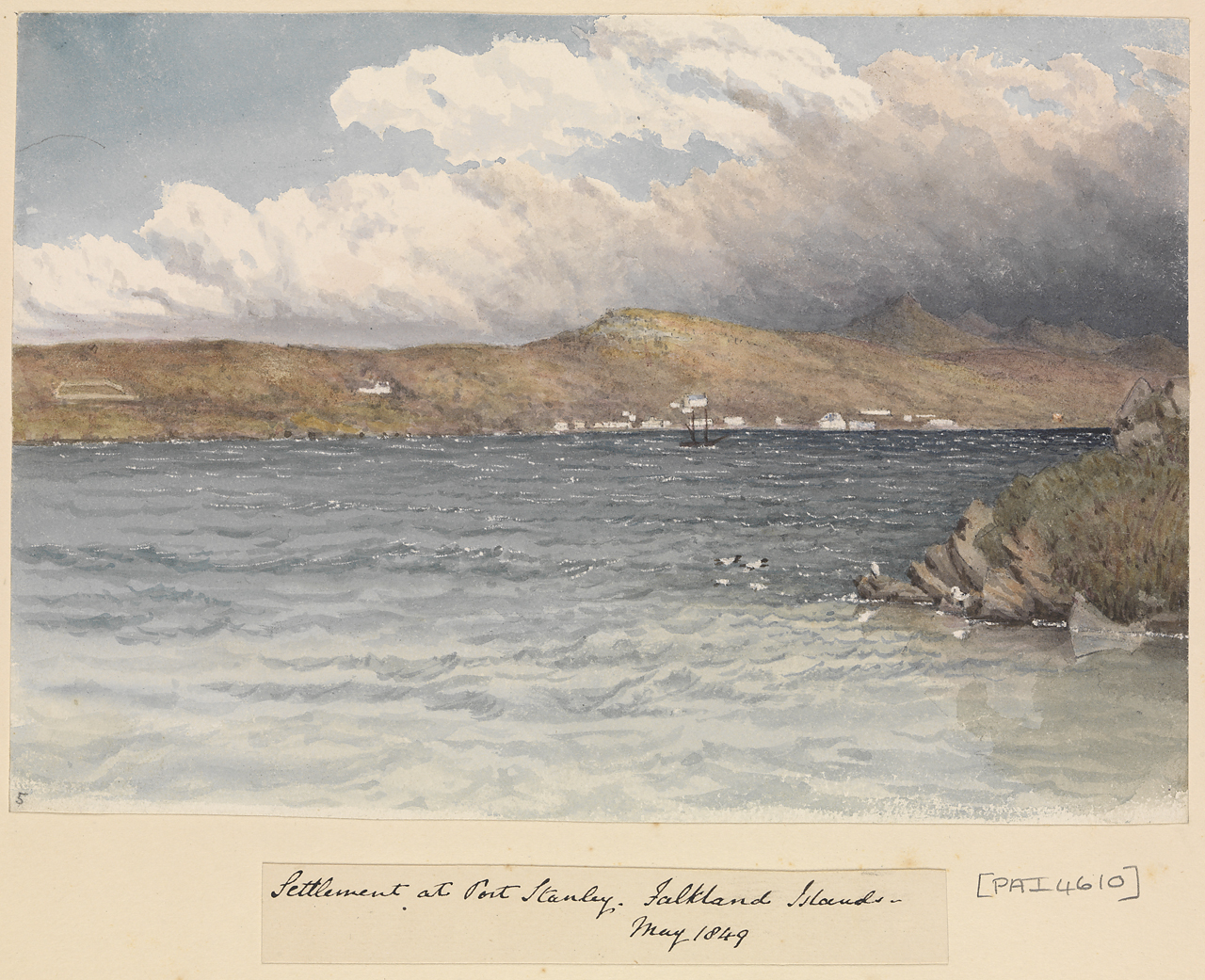
Așezare la Port Stanley, mai 1849, de Edward Fanshawe

În 1840, Insulele Falkland au devenit o colonie a Coroanei iar coloniștii scoțieni au înființat o comunitate pastorală. Patru ani mai târziu, aproape toată lumea s-a mutat în Port Jackson (redenumit Stanley), considerat o locație mai bună pentru guvern iar comerciantul Samuel Lafone a început o aventură pentru a încuraja colonizarea britanică.
Creșterea economică a început abia după ce Compania Insulelor Falkland, care a cumpărat întreprinderea eșuată a lui Lafone în 1851, a introdus cu succes oile Cheviot pentru creșterea lânii, stimulând alte ferme să urmeze exemplul. În 1881 Insulele Falkland au devenit independente financiar de Marea Britanie. Timp de mai bine de un secol Compania Insulelor Falkland a dominat comerțul și ocuparea forței de muncă din arhipelag.
În prima jumătate a secolului al XX-lea, Insulele Falkland au jucat un rol important în revendicările teritoriale ale Marii Britanii asupra insulelor subantarctice și a unei secțiuni a Antarcticii. Insulele Falkland au guvernat aceste teritorii ca Dependențe ale Insulelor Falkland începând cu 1908 și le-au păstrat până la dizolvarea lor în 1985.  Insulele Falkland au jucat, de asemenea, un rol minor în cele două războaie mondiale ca bază militară care a ajutat în controlul apelor Atlanticului de Sud. După încheierea celui de-al II-lea război mondial, economia din Falkland a fost afectată de scăderea prețurilor lânii și de incertitudinea politică rezultată din renașterea disputei de suveranitate dintre Regatul Unit și Argentina. Disputa de suveranitate s-a intensificat în anii 1960, la scurt timp după ce Națiunile Unite a adoptat o rezoluție privind decolonizarea pe care Argentina a interpretat-o drept favorabilă poziției sale. În 1965, Adunarea Generală a ONU a adoptat Rezoluția 2065 , care a cerut ambelor state să conducă negocieri bilaterale pentru a ajunge la o soluționare pașnică a disputei. Din 1966 până în 1968, Regatul Unit a discutat în mod confidențial cu Argentina transferul insulelor Falkland, presupunând că hotărârea sa va fi acceptată de către insulari. Un acord privind legăturile comerciale între arhipelag și continent a fost încheiat în 1971 și, în consecință, Argentina a construit un aerodrom temporar la Stanley în 1972. Însă locuitorii Falkland s-au opus transferului de suveranitate și și-au afirmat determinarea de a rămîne britanici prin lobby-ul lor puternic din Parlamentul Regatului Unit. Tensiunile dintre Regatul Unit și Argentina au limitat efectiv negocierile de suveranitate până în 1977. 
La începutul guvernării Thatcher Regatul Unit se afla într-o eră a reducerilor bugetare și s-a luat din nou în considerare transferul suveranității insulelor Falkland către Argentina. Discuțiile de fond asupra suveranității s-au încheiat din nou în 1981, iar disputa a escaladat odată cu trecerea timpului.

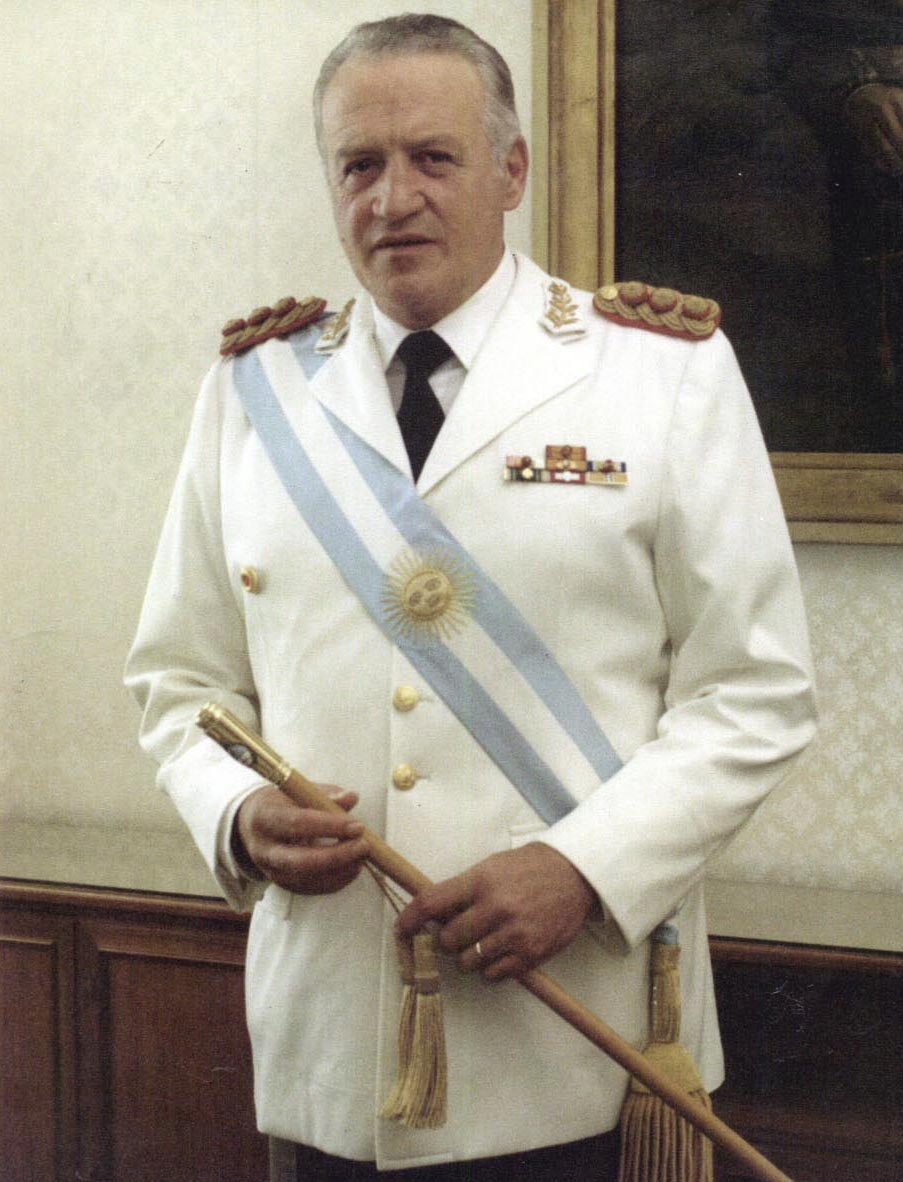
Leopoldo Galtieri, liderul juntei argentiniene

## Declanșarea conflictului militar

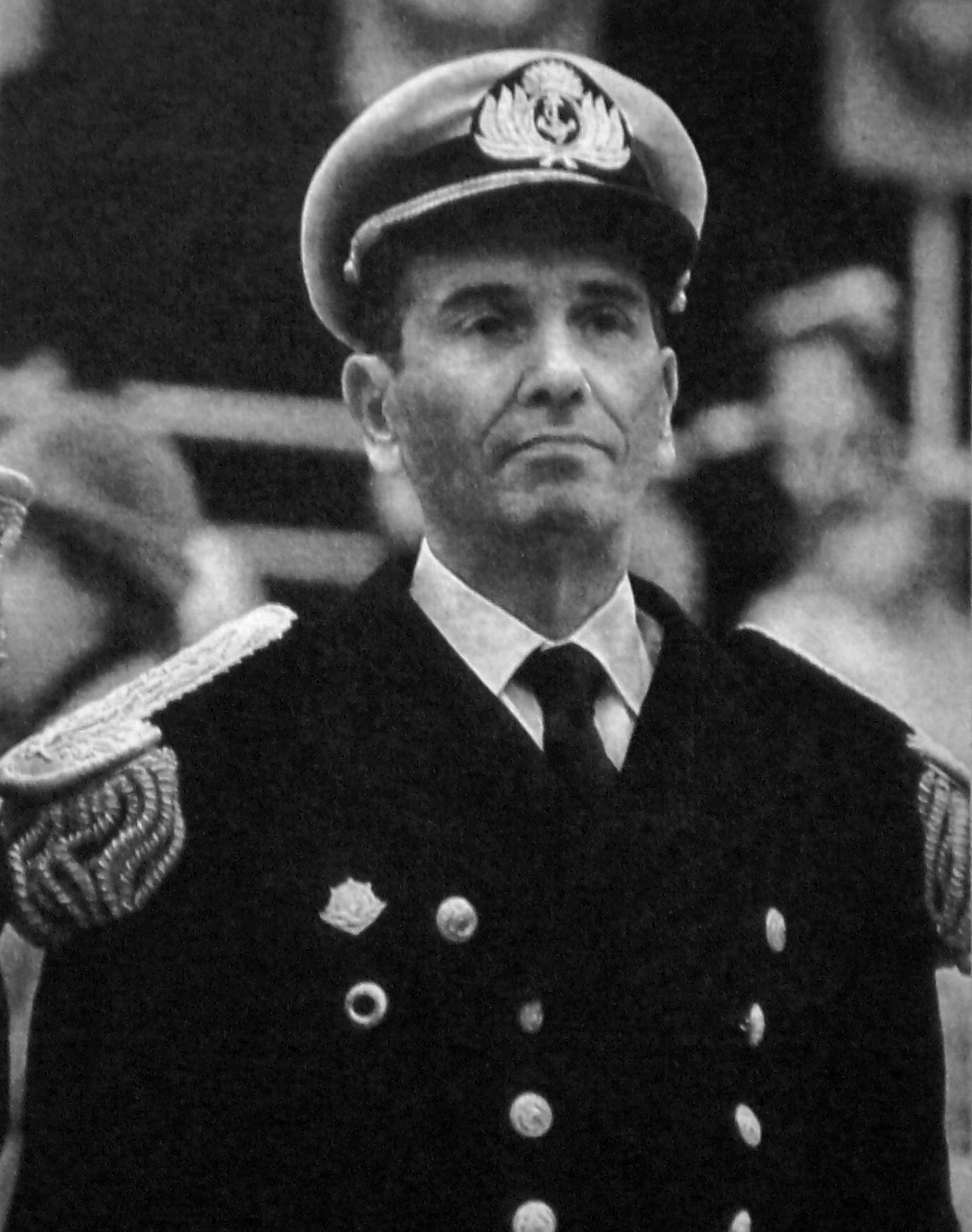
Amiralul Jorge Anaya a avut un rol important în decizia juntei militare de a ocupa Insulele Malvine.

În perioada premergătoare declanșării conflictului, cu precădere în perioada de după transferul puterii de la dictatorul Gen. Jorge Rafael Videla către Gen. Roberto Eduardo Viola, spre sfârșitul lui martie 1981, Argentina a resimțit din plin efectele unei recesiuni economice severe, dar și o perioadă de puternice frământări sociale, însoțite de proteste contra juntei militare care guverna țara într-o manieră dictatorială începând din 1976. În decembrie 1981, a avut loc o schimbare importantă la nivelul conducerii militare a Argentinei, care a adus în prim plan o nouă “juntă”, în fruntea căreia se găsea Gen. Leopoldo Galtieri, în calitate de președinte, brigadierul Basilio Lami Dozo, și amiralul Jorge Anaya. Ultimul a fost principalul artizan al soluției militare a conflictului cu Marea Britanie, ce data de aproape un secol și jumătate. El a considerat că Marea Britanie era prea departe ca să poată da o replică militară Argentinei.]] 
Alegând calea acțiunii militare directe, guvernul lui Galtieri a sperat să mobilizeze sentimentele patriotice ale argentinienilor cu privire la insule, sperând să distragă în acest fel atenția opiniei publice de la gravele probleme economice cu care se confrunta Argentina, dar și de la gravele încălcări ale drepturilor omului comise de regimul militar. O astfel de acțiune ar fi crescut acțiunile unui regim în cădere liberă. Ziarul argentinian La Prensa făcea speculații asupra unui plan bine ticluit care trebuia să înceapă cu tăierea liniilor de aprovizionare a insulelor, urmată de acțiuni în forță, în cazul în care negocierile de la ONU nu vor da rezultat. Tensiunile dintre cele două țări au fost escaladate în momentul în care un grup de negustori de fier vechi (printre care se găseau marinari argentinieni) au înălțat steagul Argentinei pe insula Georgia de Sud, acțiune care va fi interpretată ulterior ca primul act de război. Ca răspuns la această acțiune, vasul de patrulare al Royal Navy HMS Endurance⁠(en)[traduceți] a fost trimis de la Stanley în Georgia de Sud, acțiune ce a condus la invadarea insulei de către forțele argentiniene în 3 aprilie. Junta militară argentiniană, presupunând că britanicii vor încerca să întărească dispozitivul militar în Atlanticul de Sud, au ordonat ca invazia să înceapă în 2 aprilie. Inițial, Marea Britanie a fost luată prin surprindere de atacul argentinian, în ciuda avertizărilor repetate emise de căpitanul Nicholas Barker, dar și de alți ofițeri ai marinei britanice. Baker era convins că Secretarul Apărării John Nott, printr-un raport din 1981, în care afirma că Marea Britanie va păstra ca singură forță militară în Atlanticul de Sud, vasul de patrulare Endurance, dăduse argentinienilor semnalul că Marea Britanie nu mai putea să-și apere teritoriile de peste mări.

## Invazia argentiniană
Pe 2 aprilie 1982, forțele argentiniene au declanșat o operațiune de debarcare în Insulele Falkland. Invazia s-a izbit de apărarea organizată de Guvernatorul Insulelor Falkland, Sir Rex Hunt, comanda operațiunilor fiind încredințată sergentului (Maior) Mike Norman din Royal Marines. După debarcarea unui grup condus de locotenentul-comandor Guillermo Sanchez-Sabarots, din Grupul Amfibiu de Commando, a urmat un atac asupra barăcilor Moody Brook, schimb de focuri între trupele argentiniene comandate de Hugo Santillan, și micul detașament britanic, condus de Bill Trollope, asaltul final, capitularea și predarea apărătorilor britanici ai casei guvernatorului (Government House) din Insulele Falkland.

### Riposta britanică
Primele informații privind invazia au sosit din Argentina. Un oficial de la Ministerul Apărării a avut un scurt schimb de telex-uri cu operatorul telex al Guvernatorului Hunt, care i-a confirmat că argentinienii au preluat controlul asupra insulei. Mai târziu, în aceeași zi, reporterul BBC Laurie Margolis, a putut vorbi cu unul din locuitorii insulei, folosind un echipament de radioamator, care a confirmat prezența unei flote argentiniene și că forțele argentiniene au preluat controlul asupra insulei. Oficialitățile britanice au numit operațiunile militare de ripostă, “Operațiunea Corporate”. Comandant al forței expediționare britanice a fost numit Amiralul Sir John Fieldhouse. Operațiunea a debutat în 1 aprilie 1982 și s-a terminat în 20 iunie 1982. În vederea recuperării controlului asupra Insulelor Falkland, comandamentul britanic a inițiat o serie de operații. Ca răspuns la cele întâmplate în Georgia de Sud, submarinele HMS Splendid⁠(en)[traduceți] și HMS Spartan⁠(en)[traduceți], în 29 martie au primit ordinul să se îndrepte spre sud, în timp ce vasul auxiliar RFA “Fort Austin”, a fost detașat din Mediterana pentru a sprijini HMS Endurance. Lordul Carrington a dorit să trimită și un al treilea submarin, dar ordinul a fost anulat. Coincidența a făcut ca sumarinul HMS Superb⁠(en)[traduceți] să părăsească în acel moment Gibraltarul, iar presa a presupus că s-ar îndrepta tot spre sud. Ulterior s-a speculat că toate aceste știri erau destinate să alarmeze conducerea militară a Argentinei, pentru a renunța la invazie. În ziua următoare, în timpul unei reuniuni a cabinetului de criză, prezidată de primul ministru Margaret Thatcher, șeful forțelor navale, amiralul Sir Henry Leach, a afirmat că “Marea Britanie poate și trebuie să trimită o forță expediționară dacă insulele sunt invadate”. Pe 1 aprilie, Henry Leach a transmis ordinul ca forța navală britanică ce făcea exerciții în Mediterana să fie pregătită să navigheze spre sud. Ca urmare a evenimentelor din 2 aprilie, după o ședință de urgență a cabinetului britanic, s-a dat aprobarea pentru formarea unei forțe expediționare care să recupereze insulele. Decizia a fost aprobată într-o reuniune de urgență a Camerei Comunelor, în ziua următoare. Pe 6 aprilie, guvernul britanic a desemnat un cabinet de război, care să supervizeze din punct de vedere politic campania militară. Acesta a fost instrumentul principal pentru gestionarea crizei. Până la dizolvarea lui, în 12 august, cabinetul s-a întâlnit zilnic. Deși se spune că Margaret Thatcher domina cabinetul de război, Lawrence Freedman a remarcat că totuși a ținut cont de părerile contra, dar odată decizia luată, “nu se mai uita în urmă“.

### Poziția adoptată de terți
În dimineața zilei de 3 aprilie, ambasadorul Marii Britanii la Organizația Națiunilor Unite, Sir Anthony Parsons a depus o moțiune de protest la Consiliul de Securitate al ONU. Rezoluția consiliului, care poartă numărul 502 (Rezoluția 502 a Consiliului de Securitate al ONU), în care era condamnată invazia insulelor, cerând Argentinei să-și retragă forțele, a fost adoptată a doua zi, cu 10 voturi pentru, unul împotrivă (Panama) și patru abțineri (China, Uniunea Sovietică, Polonia și Spania) Marea Britanie a primit sprijin politic din partea Commonwealth-ului și Comunității Economice Europene. CEE a asigurat și suportul economic, impunând sancțiuni economice Argentinei. Chiar și țările din America Latină, ca și cele aparținând Mișcării de Nealiniere, au criticat acțiunea Argentinei. Pe 20 mai 1982, Primul Ministru al Noii Zeelande, Robert Muldoon, a anunțat că poate pune la dispoziția marinei britanice nava HMNZS Canterbury. Războiul a fost un eveniment neașteptat într-o lume dominată de războiul “rece” și de divizarea nord-sud. Unele țări s-au oferit să medieze conflictul, altele au fost pro sau contra, aducând argumente începând cu lupta anti-colonialistă, solidaritate politică, relații politice și economice istorice, politică realist, etc… Statele Unite erau îngrijorate de perspectiva ca Argentina, împotriva căreia se ridicase întreaga comunitate internatională, să nu se apropie de Uniunea Sovietică, astfel încât, initial a încercat să medieze conflictul. Cu toate acestea, în momentul în care Argentina a refuzat oferta americană, Secretarul de Stat al Statelor Unite, Alexander Haig, a anunțat că SUA va interzice orice export de armament către Argentina și că va oferi suport material operațiunilor britanice. Ambele camere ale Congresului American au aprobat rezoluții ce aprobau sprijinul american acordat Marii Britanii. SUA au livrat Marii Britanii echipament militar de ultimă generație, începând cu detectoare de submarin, până la rachete de ultimă generație. Președintele Ronald Reagan a aprobat cererea Royal Navy de a împrumuta pentru avioanele Sea Harrier - USS Iwo Jima (LPH-2)⁠(en)[traduceți] dacă britanicii ar fi pierdut un portavion. US Navy a pus la punct un plan de a ajuta pe britanici, inclusiv cu marinari pensionari ce cunoșteau bine sistemele de pe Iwo Jima. Franța a furnizat programul de antrenament al piloților argentinieni, astfel încât piloții britanici de pe avioanele Harrier puteau să se antreneze contra avioanelor de producție franceză din dotarea Argentinei. Serviciile secrete franceze și britanice au cooperat de asemenea pentru a împiedica Argentina să obțină mai multe rachete Exocet de pe piața internațională. În același timp, Peru încerca să facă rost de 12 rachete pentru Argentina, în cadrul unei operații secrete. Chile a acordat sprijin Marii Britanii sub forma de informații privind armamentul Argentinei și a radarelor de avertizare din dotarea forțelor aeriene. Pe toată durata războiului, argentinienii au fost în alertă de teamă ca nu cumva trupele chiliene să nu invadeze Patagonia. În consecință, au menținut un număr de regimente de elită de vânători de munte în apropierea graniței comune, ca măsură de prevedere. În timp ce Franța sprijinea pe față Marea Britanie, o echipă tehnică franceză a staționat în Argentina pe toată durata războiului, pentru a acorda suport tehnic argentinienilor la utilizarea lansatoarelor de rachete Exocet. Conform celor afirmate în cartea Operation Israel, specialiști de la Israel Aerospace Industries, se găseau de asemenea în Argentina, continuând cooperarea cu argentinienii pe toată durata conflictului. În carte se afirmă de asemenea, că Israelul a vândut arme Argentinei, și rezervoare suplimentare pentru avioane, în cadrul unei operațiuni secrete în Peru. Peru a trimis de asemenea, avioane Mirage, piloți și rachete în Argentina pe toată durata conflictului. Peru transferase anterior 10 avioane de transport Hercules în Argentina, imediat ce forța expediționară britanică s-a pus în mișcare în aprilie 1982. Nick van der Bijl notează că după înfrângerea trupelor argentiniene de la Goose Green, Venezuela și Guatemala s-au oferit să trimită parașutiști în Falkland. Din Libia, condusă pe atunci de Muammar Gaddafi, Argentina a primit 20 lansatoare și 60 de rachete SA-7, împreună cu mitraliere, mortiere și mine. O parte din aceste operații clandestine au fost aranjate de Uniunea Sovietică. Un aspect interesant cu privire la acest conflict este faptul că deși membră a NATO și atacată în mod direct de Argentina, Marea Britanie nu a putut solicita intervenția aliaților săi, pentru apărarea colectivă, potrivit articolului 5 din Tratatul de la Washington. Această situație s-a datorat faptului că, potrivit articolului 6 al tratatului, zona de aplicare a acestuia este la Nord de Tropicul Racului (23.5°  latitudine nordică), în vreme ce Insulele Falkland, aflate la Sud de Tropicul Capricornului (23.5°  latitudine sudică), sunt cu mult în afara acestei zone.

## Forța britanică de intervenție

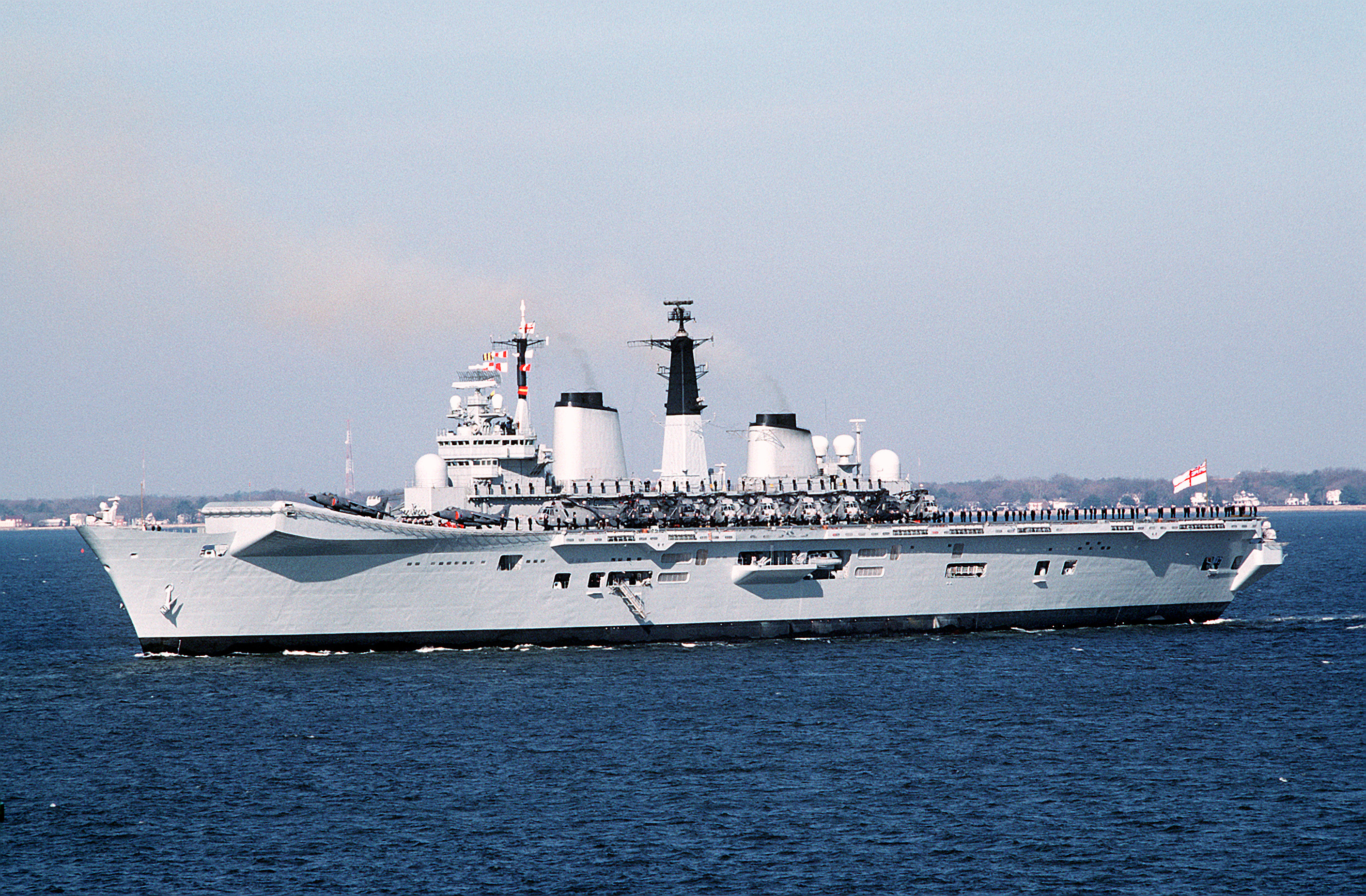
, participant la forța expediționară. Fotografiat în 1990

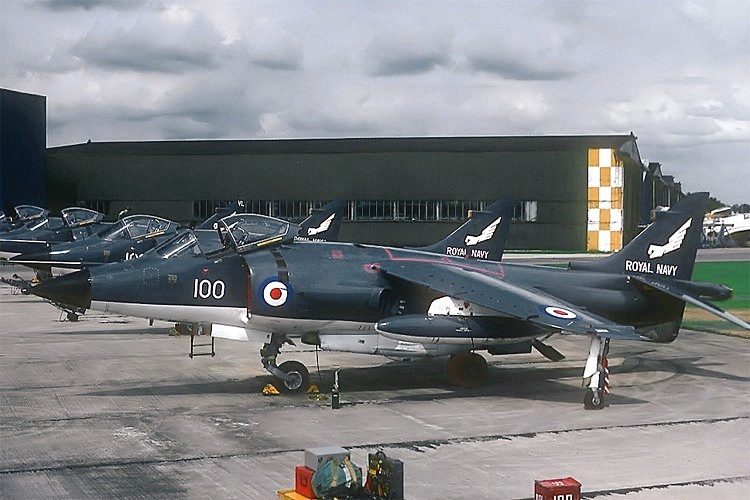
Royal Navy Fleet Air Arm Sea Harrier FRS1. Vopsirea inițială nu mai corespunde cu cea din perioada războiului.

Anterior invaziei argentiniene, guvenul britanic nu avea nici un plan militar pregătit pentru această eventualitate. În consecință, forța expediționară a fost încropită pe baza navelor disponibile la momentul respectiv. Submarinul cu propulsie nucleară Conqueror⁠(en)[traduceți], care naviga în largul coastelor Franței în 4 aprilie a fost trimis spre sud, iar cele două portavioane Invincible⁠(en)[traduceți] și Hermes⁠(en)[traduceți], împreună cu vasele de escortă și aprovizionare, a părăsit portul Portsmouth a doua zi. După întoarcerea la Southampton în 7 aprilie dintr-o croazieră în jurul lumii, pachebotul SS Canberra⁠(en)[traduceți] a fost rechiziționat și trimis după doar două zile împreună cu Brigada 3 Commando la bord. Pachebotul Queen Elizabeth 2 a fost de asemenea rechiziționat și a părăsit portul Southampton pe 12 mai, împreună cu Brigada a 5a Infanterie la bord. Forța expediționară britanică avea 127 de nave, 43 militare, 22 auxiliare și 62 comerciale. Se considera că recuperarea Insulelor Falkland va fi extrem de dificilă, principala problemă fiind superioritatea numerică a forțelor aeriene argentiniene. Britanicii dispuneau în total de 42 avioane de luptă, 28 Sea Harrier și 14 Hawker Siddeley Harrier GR.3s, contra celor aproximativ 122 avioane de luptă argentiniene, din care 50 erau destinate luptei aeriene efective, restul fiind ținute ca forță de rezervă. Demn de remarcat este că US Navy considera că o victorie britanică este imposibilă. (“a military impossibility”) Pe la mijlocul lui aprilie, Royal Air Force a ales baza militară din Insula Ascension, RAF Ascension Island, din mijlocul Atlanticului, pe care o folosea împreună cu Wideawake Airfield (USA), ca loc de concentrare a forței expediționare, în vederea atacului asupra argentinienilor. Baza adăpostea un număr important de bombardiere Avro Vulcan B Mk 2, avioane de realimentare în zbor Handley Page Victor K Mk 2 și un număr de avioane de luptă McDonnell Douglas Phantom FGR Mk 2 pentru protecția acestora. Între timp, marea majoritate a navelor sosise în Ascension pentru a pregăti asaltul. Un număr de unități fusese deja trimis pentru a recupera insula Georgia de Sud. Primele contacte cu argentinienii au avut loc încă din aprilie, forța expediționară britanică fiind urmărită de avioane Boeing 707 argentiniene în timp ce se deplasa spre Sud. Multe astfel de zboruri de recunoaștere au fost interceptate de avioanele Sea Harrier în afara zonei de interdicție impuse de britanici. Aceste avioane neînarmate nu au fost însă atacate deoarece încă se făceau demersuri diplomatice pentru rezolvarea crizei, astfel încât britanicii nu erau încă deciși să atace. În 23 aprilie, un avion brazilian comercial Douglas DC-10, aparținând VARIG Airlines, în drum spre Africa de Sud, a fost interceptat de avioane Sea Harrier britanice, care l-au identificat drept avion civil.

### Recuperarea Insulei Georgia de Sud
Forța destinată recuperării insulei Georgia de Sud, acțiunea militară purtând numele de cod “Operațiunea Paraquet”, sub comanda maiorului Guy Sheridan RM, era constituită din pușcași marini (42 Commando), un detașament al SAS, (Special Air Service) și unul SBS, (Special Boat Service), și era destinată să efectueze o recunoaștere în vederea asaltului ulterior al pușcașilor marini.( Royal Marines) Toți s-au îmbarcat la bordul RFA Tidespring. Anterior, în 19 aprilie, sosise în zonă submarinul clasa Churchill HMS Conqueror⁠(en)[traduceți], insula fiind survolată de un avion radar Handley Page Victor în 20 aprilie. Prima debarcare de trupe a avut loc în 21 aprilie, însă, datorită vremii rele, operațiunile de debarcare au fost amânate pentru ziua următoare, mai ales după ce două elicoptere s-au ciocnit în aer deasupra ghețarului Fortuna. În 23 aprilie, s-a declanșat o alertă submarină, operațiunea fiind sistată, nava Tidespring trebuind să se retragă, pentru a evita interceptarea. Pe 24 aprilie însă, forțele britanice erau regrupate și gata de atac. În 25 aprilie, după aprovizionarea forțelor argentiniene din Georgia de Sud, submarinul ARA Santa Fe a fost reperat la suprafață. de un elicopter Westland Wessex HAS Mk 3 decolat de pe nava HMS Antrim⁠(en)[traduceți], elicopter care a atacat imediat submarinul cu grenade anti-submarin de adâncime. Un elicopter Westland Wasp HAS.Mk.1 a decolat de pe puntea HMS Plymouth⁠(en)[traduceți] și un altul, Westland Lynx HAS Mk 2, a decolat de pe puntea HMS Brilliant⁠(en)[traduceți]. Elicopterul Lynx a lansat o torpilă, ambele elicoptere mitraliind în același timp submarinul. Primul elicopter Wasp, împreună cu alte două decolate de pe puntea HMS Endurance⁠(en)[traduceți], au lansat rachete anti-navă AS-12, lovindu-l în plin. Submarinul a fost atât de avariat, încât a fost imposibil să se mai scufunde, fiind abandonat de echipaj în zona cunoscută sub numele de King Edward Point. Dat fiindcă vasul Tidespring se retrăsese deja într-o zonă de siguranță, iar forțele argentiniene de pe Georgia de Sud crescuseră datorită echipajului submarinului, Maiorul Sheridan s-a reunit împreună cu cei 76 de oameni de care dispunea, și a decis să atace chiar în acea zi. După un scurt marș forțat, și un bombardament demonstrativ de pe vasele Antrim și Plymouth, forțele argentiniene s-au predat fără luptă. Imediat a fost trimis un mesaj la Londra: “Vă rugăm să o informați pe Majestatea Sa că steagul alb flutură alături de Union Jack în Georgia de Sud. God Save the Queen!” Primul Ministru, Margaret Thatcher, i-a felicitat pe militari.

### Operațiunea Black Buck

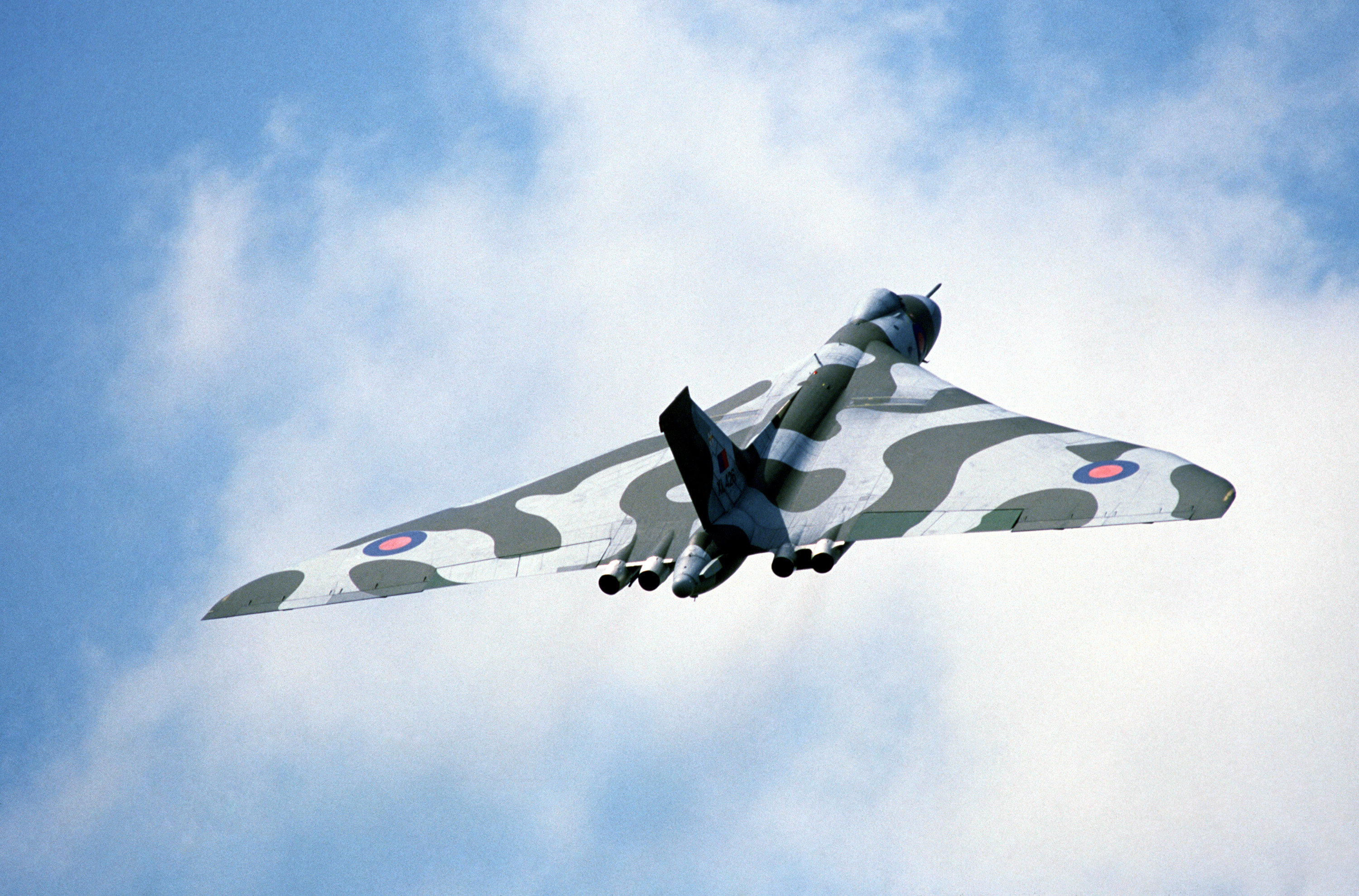
Bombardier strategic RAF Avro Vulcan B.Mk.2

Ziua de 1 mai a debutat cu atacul aerian cu numele de cod “Black Buck 1”, primul dintr-o serie de cinci atacuri similare asupra aerodromului din Stanley. Un bombardier Avro Vulcan, decolat din Insula Ascension a zburat cca.8000 mile nautice (cca. 14,800 km), lansând bombe convenționale asupra pistelor de aterizare, după care s-a întors la bază. Misiunea, extrem de complexă, a necesitat mai multe realimentări în zbor, inclusiv realimentarea avioanelor cisternă. Nu se poate aprecia efectul acestor bombardamente, cu atât mai mult cu cât s-au consumat cantități uriașe de combustibil. Pentru a lansa 21 de bombe, s-au consumat aproape 137,000 galoane de combustibil (cca. 520,000 litri), cantitate suficientă pentru a alimenta 260 avioane Sea Harrier pentru tot atâtea misiuni de bombardament. Operațiunea a interzis totuși avioanelor de luptă argentiniene să staționeze pe insulă. Stricăciunile cauzate aerodromului și radarelor au fost însă reparate rapid de argentinieni. Cu toate acestea, RAF insistă că aceste bombardamente au fost un succes. Istoricul Lawrence Freedman, care a avut acces la documente clasificate, scrie totuși în cartea sa, apărută în 2005, că această operațiune a fost un eșec. Surse argentiniene afirmă că raidurile bombardierelor Vulcan au determinat pe argentinieni să retragă un număr de avioane Mirage IIIs din sudul Argentinei într-o zonă bine apărată din Buenos Aires. Toate acestea au fost descrise ulterior drept propagandă, de către veteranul războilui din Falkland, comandorul Nigel Ward. Efectul acestei acțiuni a fost de a dilua afirmațiile oficialilor britanici, care excludeau categoric atacuri asupra bazelor aeriene din Argentina. Din cele 5 raiduri, 3 au fost destinate avarierii aeroportului, alte două fiind destinate distrugerii instalațiilor radar, folosind rachete Shrike. 

### Escaladarea războiului aerian

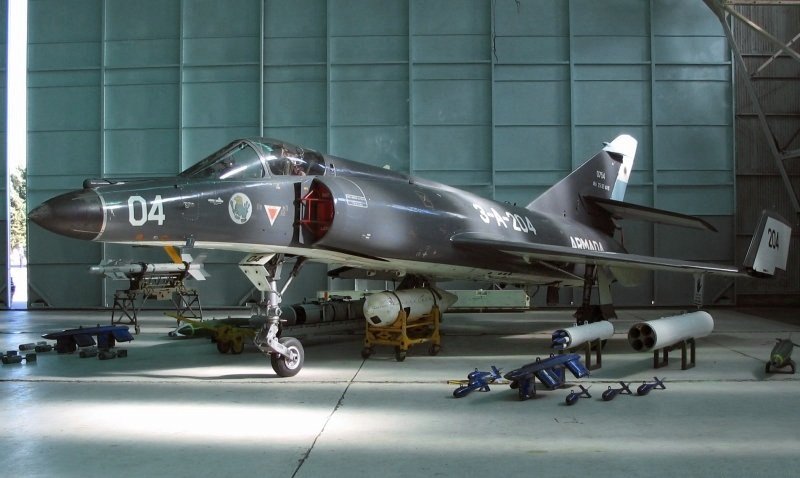
Avion francez Super Étendard al Forțelor Navale Argentiniene

Insulele Falkland dispuneau doar de trei aerodromuri. Cel mai lung și singurul betonat se găsea în capitală, Stanley, dar pista nu era suficient de lungă pentru a putea deservi avioanele rapide de luptă, cu toate că în aprilie se instalase un sistem de frânare la aterizare, pentru a deservi avioanele Skyhawk. În consecință, argentinienii erau obligați să-și lanseze atacurile de pe continent, perioada combativă deasupra insulelor fiind scurtată dramatic, și fiind supuse riscului suplimentar de a fi interceptate pe parcurs. Forța principală aeriană argentiniană era compusă din 36 de avioane (A-4 Skyhawks, IAI Daggers, English Electric Canberra, și avioane de escortă Mirage III), care au fost trimise în data de 1 mai, de comandamentul argentinian care credea că invazia britanică este iminentă și că debarcarea începuse deja. Numai Grupo 6, format din avioane IAI Dagger, au reperat vase de război britanice, pe care le-au atacat, după care s-au retras fără pierderi. Acest atac a ridicat moralul piloților argentinieni, care s-au convins că pot ataca în siguranță relativă orice navă de război britanică. Alte avioane argentiniene însă, au fost interceptate de avioanele Sea Harrier britanice, care decolau de pe puntea portavionului HMS Invincible⁠(en)[traduceți]. Unul din avioanele Dagger și un Canberra au fost doborâte. Totodată, o luptă aeriană s-a angajat între avioane britanice Sea Harrier FRS Mk 1 din Escadronul No.801 aeronaval și avioane argentiniene Mirage III din Grupo 8. Fiecare grup a refuzat să lupte la altitudinea optimă a avioanelor proprii, până când două Mirage argentiniene au coborât angajându-se în luptă. Unul a fost doborât de o rachetă aer-aer AIM-9L Sidewinder, al doilea scăpând cu fuga, fiind serios avariat și pierzând o bună parte din combustibil, a încercat să aterizeze în Stanley, fiind doborât de propria artilerie antiaeriană. Ca rezultat al acestei experiențe nereușite, comandamentul forțelor aeriene argentiniene a hotărât să utilizeze doar avioane A-4 Skyhawk și Dagger pentru atac, avioanele Canberra doar pe timpul nopții, iar avioanele Mirage IIIs, care nu aveau posibilitatea realimentării în aer și nici nu dispuneau de un sistem de rachete aer-aer eficient, au fost utilizate pe post de momeală pentru Sea Harrier. Acest sistem de folosire a avioanelor momeală a fost dezvoltat prin formarea unui escadron specializat, Escuadrón Fénix, format din avioane civile ce zburau 24 de ore din 24, simulând atacuri asupra flotei britanice. Într-unul din aceste zboruri, un avion pilotat de vice-comandorul Rodolfo De La Colina a fost doborât, pilotul pierzându-și viața. A fost ofițerul cel mai înalt în grad care și-a pierdut viața în război. Stanley a fost utilizat de argentinieni ca punct fortificat, ultima redută în calea trupelor expediționare britanice. Aeroportul din Stanley, în ciuda raidurilor de bombardament, bombardamentelor nocturne de pe navele marinei britanice, nu a fost niciodată scos total din funcțiune. Stanley era apărat de un dispozitiv antiaerian compus din sisteme de lansatoare de rachete de fabricație franco-germană Roland, britanică Tigercat, și tunuri jumelate elvețiene Oerlikon, calibrul 35 mm. Avioanele Lockheed Hercules aduceau în timpul nopții muniție și provizii, și au transportat răniții pe toată durata conflictului, făcând un pod aerian între insule și continent. Singurul Hercules argentinian a fost pierdut pe 1 iunie, când un TC-63 a fost interceptat ziua de un Sea Harrier., în timp ce se apropia de flota britanică, după ce marina argentiniană retrăsese ultimul SP-2H Neptune. Au fost analizate mai multe opțiuni de atac asupra bazei din Río Grande a avioanelor Etendards, pînă la urmă operațiunea cu numele de cod Mikado (Operation Mikado), a fost anulată. În consecință, cinci submarine britanice s-au postat la limita apelor teritoriale argentiniene, pentru a putea alerta flota de iminența oricărui atac aerian argentinian.

### Scufundarea vasuluiARA General Belgrano
În imediata vecinătate a Insulelor Falkland acționau două forțe navale britanice separate (una formată din nave de suprafață și cealaltă compusă din submarine) și de cealaltă parte, flota argentiniană, care au intrat rapid în conflict. Prima pierdere majoră a fost crucișătorul ușor, datând din timpul celui de-al II-lea Război Mondial ARA General Belgrano. Submarinul cu propulsie nucleară HMS Conqueror S48 6 a a scufundat vasul “General Belgrano” în data de 2 mai. În incident au pierit 323 din membrii echipajului. Peste 700 de oameni au fost însă salvați din apele oceanului, în ciuda vremii nefavorabile și mării foarte reci. Pierderile de pe vasul General Belgrano au reprezentat aproape jumătate din totalul pierderilor argentiniene în conflict, iar pierderea vasului a întărit dorința guvernului argentinian de a rezista. În ceea ce privește scufundarea vasului “General Belgrano”, ca și controversele asupra acestui incident, efectul imediat a fost reducerea la tăcere a forțelor navale argentiniene. După pierderea vasului, întreaga flotă argentiniană, cu excepția submarinului convențional “ARA San Luis” s-a întors în portul bază, fără a-l mai părăsi pe toată durata conflictului. Cele două distrugătoare de escortă, împreună cu restul navelor, s-au alăturat portavionului “ARA Veinticinco de Mayo” (V-2), retrăgându-se din zona de conflict. Un alt incident a avut loc în aceeași zi, târziu în noapte, când forțele britanice au atacat canoniera argentiniană “ARA Alferez Sobral” (A-9), care patrula în căutarea echipajului bombardierului ușor Canberra, doborât cu o zi în urmă. Două elicoptere britanice Westland Lynx, au atacat nava argentiniană, lansând câte două rachete de tip Sea Skua. Grav avariată, cu 8 membri ai echipajului morți, nava Alferez Sobral a reușit totuși să se întoarcă la bază, în Puerto Deseado, după două zile. Echipajul bombardierului n-a fost găsit niciodată. 

### Scufundarea navei HMSSheffield
În data de 4 mai, două zile după scufundarea navei “General Belgrano”, britanicii au pierdut un distrugător (model 42), respectiv “HMS Sheffield” D80 6, atacat cu o rachetă “Exocet” lansată de unul din avioanele Escadronului nr.2 de atac naval. (2da Escuadrilla Aeronaval de Caza y Ataque) “Sheffield” fusese trimis în patrulare, împreună cu alte două distrugătoare similare, pentru a executa supraveghere radar în adâncime, contra rachetelor de altitudine, departe de portavioane. A fost lovit central, efectul fiind devastator. 20 de membri ai echipajului au fost uciși pe loc, alți 24 fiind grav răniți. Vasul, grav avariat, a fost abandonat câteva ore mai târziu, devastat de incendii și explozii care au continuat încă 6 zile, după care s-a scufundat, în data de 10 mai, undeva în afara zonei de excludere totală instituită de britanici. Incidentul a fost descris în amănunt de către amiralul Sandy Woodward, în cartea sa intitulată “100 de zile”, în primul capitol. În timpul conflictului din Insulele Falkland, Sandy Woodward era ofițer pe nava “Sheffield”. Înspre mijlocul lunii mai, ritmul operațiunilor militare britanice s-a intensificat, pe de o parte datorită faptului că ONU încerca să medieze o încetare a focului, și pe de alta, datorită temerilor comandamentului britanic că vremea se va înrăutăți, un ciclon fiind anunțat. Pierderea navei “Sheffield” a avut un profund impact asupra publicului britanic, care a realizat brusc faptul că este vorba despre un război real, în care se mai și moare. “Sheffield” era prima navă britanică scufundată de la încetarea celui de-al II-lea Război Mondial.

### Operațiunile forțelor speciale britanice
Dat fiindcă forțele argentiniene dispuneau de avioane de producție franceză Super- Etendard, echipate cu rachete Exocet, comandamentul britanic a elaborat un plan de atac a bazei din Rio Grande, Țara de Foc, bază ce adăpostea cele 5 avioane Super-Etendard, folosind trupele speciale aparținând Special Air Service (SAS). Operațiunea a purtat numele de cod “Operațiunea Mikado”. Operațiunea a fost ulterior abandonată, în momentul în care comandamentul britanic a realizat că șansele de reușită sunt extrem de reduse, înlocuind avioanele C-130 ce urmau să transporte trupele SAS la obiectiv cu submarinul convențional “HMS Onyx” S21, pentru a transporta trupele SAS aproape de coastă, în raza de acțiune a bărcilor gonflabile de cauciuc de care dispuneau acestea. În prealabil, un detașament de recunoaștere al SAS, fusese deplasat în zonă pentru pregătirea operațiunii de infiltrare. În noaptea de 17 mai, echipa desemnată să realizeze pregătirea operațiunii a decolat la bordul unui elicopter Westland Sea King, de pe puntea HMS Invincible, însă vremea extrem de proastă i-a constrâns să aterizeze la cca. 50 de mile de obiectiv, misiunea eșuând. Pilotul s-a îndreptat spre Chile, a aterizat la sud de Punta Arenas, unde a parașutat echipa SAS. Cei trei membri ai echipajului elicopterului au distrus aparatul, după care s-au predat poliției chiliene, pe 17 mai, fiind repatriați după un interogatoriu. Descoperirea elicopterului incendiat a atras atenția publicului, dar și a comandamentului argentinian, care a intuit despre ce este vorba. Deși detașamentul SAS a pătruns adânc pe teritoriul Argentinei, a fost nevoit să renunțe și să se întoarcă, după ce comandamentul argentinian a trimis 2000 de soldați pentru a-I depista și anihila. Detașamentul s-a întors fără probleme în Chile, după care s-a repatriat în Marea Britanie la bordul unei curse civile. Conform mărturiei Col. Richard Hutchings, a pilotului elicopterului, la care s-au adăugat mărturiile veteranilor argentinieni, echipa SAS (SBS –Special Boat Service, de fapt) a executat operații de sabotaj pe teritoriul Argentinei, determinând comandamentul argentinian să ordone dislocarea a mii de trupe pentru a asigura paza obiectivelor strategice, precum aeroporturi, depozite de muniție și carburant. Detașamentul SAS s-a angajat de asemenea în schimburi de focuri inevitabile cu trupele argentiniene, 15 soldați argentinieni fiind uciși. În 14 mai, alte trupe SAS, au executat un raid asupra insulei Pebble, unde marina argentiniană dispunea de un mic aeroport ne-amenajat pentru avioanele ușoare de atac la sol FMA IA 58 Pucará și T-34 Mentor. În cursul raidului au fost distruse mai multe avioane, respectiv 6 avioane Pucaras, 4 T-34 Mentor și un Short Skyvan.

## Luptele pe uscat

### Debarcarea de la San Carlos - Bomb Alley

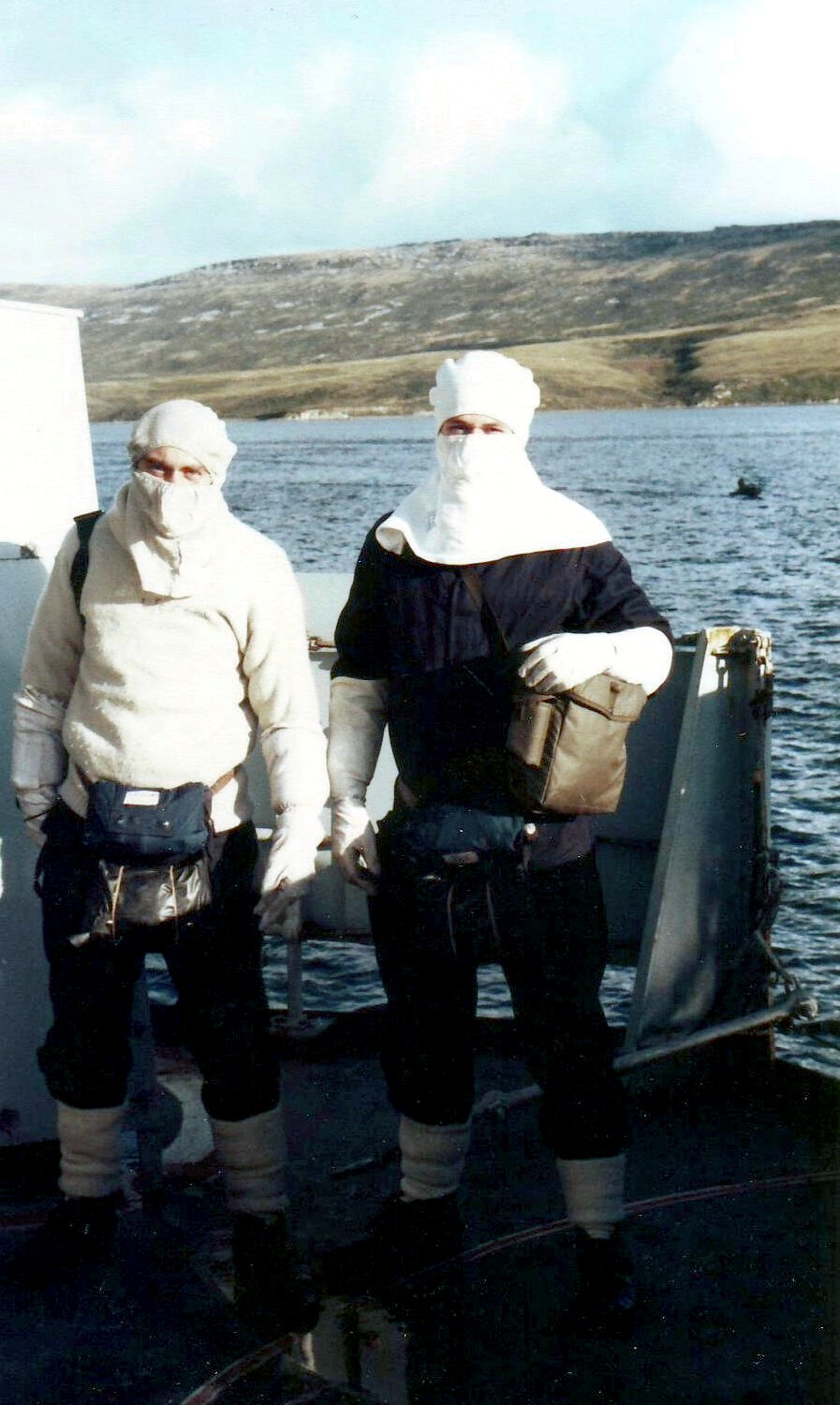
Marinari britanici la posturile de luptă pe HMS Cardiff D108 6, iunie 1982.

În noaptea de 21 mai, Forța Amfibie Britanică (British Amphibious Task Group), sub comanda lui Commodore Michael Clapp (Commodore, Amphibious Warfare – COMAW), a pus la punct “Operațiunea Sutton”, practic, o debarcare pe plajele din zona localității San Carlos (Water),, pe coasta de nord-vest a insulei East Falkland. Golful, numit de trupele engleze “Aleea bombelor” (Bomb Alley), a fost scena unor atacuri aeriene repetate la joasă înălțime a avioanelor de luptă argentiniene.
Cei 4000 de oameni ai Brigăzii 3 Commando (3 Commando Brigade) au fost desfășurați la sol după cum urmează : Batalionul 2 – regiment de parașutiști (2nd Battalion, Parachute Regiment – 2 Para), de la bordul feribotului “Nordland” și Comandoul 40 de pușcași marini (40 Commando - Royal Marines) de la bordul navei amfibie “HMS Fearless” L10 6, au debarcat în San Carlos (Blue Beach), Batalionul 3 – regiment de parașutiști (3rd Battalion, Parachute Regiment - 3 Para) a debarcat în portul San Carlos (Green Beach) de pe nava amfibie “HMS Intrepid” L11 6, iar Comandoul 45 al RFA Stromness (A344) a debarcat în Ajax Bay (Red Beach). Cele 16 nave de debarcare, 8 LCU(Landing Craft Utility) și 8 LCVP Mk2 (Landing craft of the Royal Marines) au fost comandate de maiorul Ewen Southby-Tailyour. Comandoul 42 a constituit o rezervă tactică, fiind păstrat la bordul pachebotului Canberra. Unități de artilerie, tehnicieni, precum și vehicule blindate de recunoaștere, au fost debarcate de asemenea. Lansatoare de rachete Rapier au fost debarcate și puse pe poziție, fiind cărate la bordul elicopterelor Westland Sea King. A doua zi au stabilit un cap de pod sigur, de unde au putut conduce ofensiva ulterioară asupra trupelor argentiniene. Din acest loc, brigadierul Julian Thompson din trupele de pușcași marini a elaborat un plan de a captura Darwin și Goose Green, înainte să se concentreze asupra forțelor principale argentiniene, concentrate în Port Stanley. Imediat după debarcarea trupelor britanice, argentinienii au început bombardamentele, executate cu precădere în timpul nopții, utilizând bombardiere de tip Electric Canberra. Bombardamentele au continuat până în ultima zi a războiului.(14 iunie)

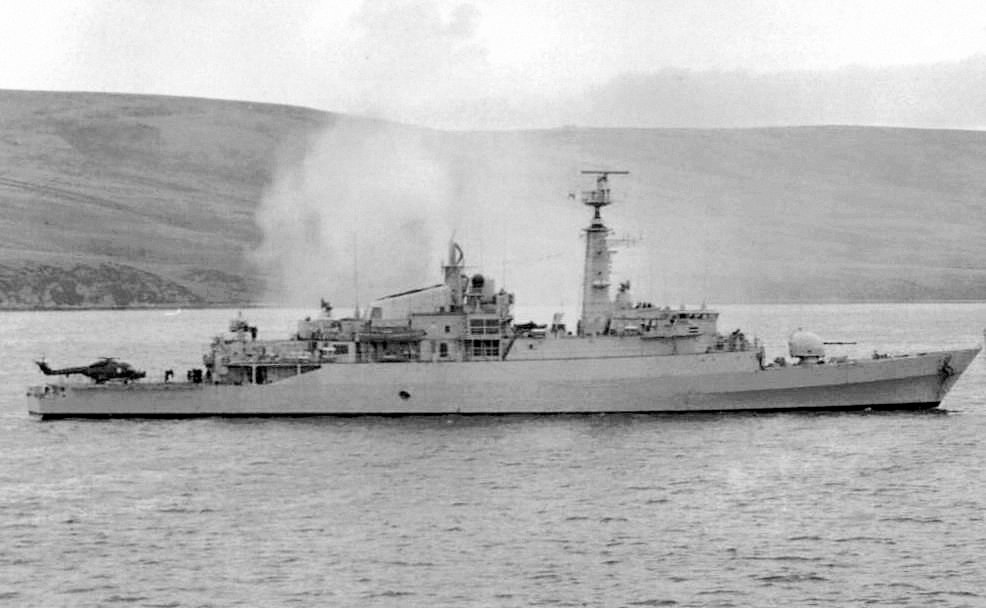
Nava “HMS Antelope” F170 6, fumegând după ce a fost lovită de rachete, 23 mai

Pe mare, flota britanică a început să resimtă tot mai acut lipsa apărării anti-aeriene, navele britanice dovedindu-se extrem de vulnerabile în fața rachetelor Exocet, lansate de aviația argentiniană, care a scufundat “HMS Ardent” F184 6 în 21 mai, “HMS Antelope” F170 6 în 24 mai și MV “Atlantic Conveyor”, lovit de două rachete Exocet AM39 în 25 mai. În special acesta din urmă, care s-a scufundat împreună cu un număr de elicoptere, materiale și echipament de construcții, a constituit o mare pierdere din punct de vedere logistic. Tot atunci a fost pierdut “HMS Coventry” D118 6, navă soră cu “HMS Sheffield” D80 2, în timp ce însoțea nava “HMS Broadsword” F88 6, pe post de momeală pentru a îndepărta avioanele argentiniene de alte nave importante, la San Carlos Bay. De asemenea, “HMS Argonaut” F56 6 și “HMS Brilliant” F90 6, au fost serios avariate. Cu toate acestea, foarte multe nave britanice au scăpat, datorită tacticilor improprii de bombardament ale piloților argentinieni. Pentru a evita riposta concentrată a artileriei anti-aeriene britanice, piloții argentinieni lansau atacurile de la mică altitudine, astfel încât focosul bombelor nu avea timp suficient să se armeze. Datorită acestui fapt, o bună parte din bombele lansate de aviația argentiniană asupra navelor britanice nu au explodat. În plus, această tactică punea în pericol pilotul și avionul, prin faptul că în momentul exploziei bombei, probabilitatea ca avionul să se găsească în raza de acțiune a schijelor, era extrem de mare. Bombele destinate acestui tip de atac, au o mică parașută sau o frână aerodinamică care micșorează viteza de cădere, permițând armarea în timp util a focosului și îndepărtarea avionului. Piloții argentinieni erau conștienți de pericol, dar nu aveau altcum să evite riposta artileriei anti-aeriene britanice și a rachetelor SAM, fără a mai vorbi de avioanele Sea Harrier. În consecință, multe bombe lansate de avioanele argentiniene nu au explodat la contactul cu navele britanice, dat fiindcă piloții nu au reușit să se ridice la o înălțime suficientă. Ulterior, armurierii argentinieni au rezolvat problema, montând focoase improvizate, cu întârziere la explozie. În cartea autobiografică despre războiul din Insulele Falkland, amiralul Woodward acuză BBC-ul de divulgarea informațiilor care au condus la modificarea focoaselor bombelor argentiniene. BBC ar fi anunțat că nu s-a auzit detonarea bombelor în ciuda bombardamentului argentinian relativ intens, informație preluată de la un oficial al Ministerului Apărării. Amiralul Woodward a acuzat BBC-ul că a fost mai interestat de acuratețea informațiilor difuzate decât de viețile soldaților britanici. Colonelul H. Jones, a adus aceleași acuzații BBC-ului, arătând că acesta a dezvăluit în mod iresponsabil, argentinienilor, iminența atacului de la Goose Green. În total, 13 bombe au lovit navele britanice fără a exploda. Lordul David Craig, Baron Craig of Radley, mareșalul în retragere al Royal Air Force a remarcat : “erau suficiente doar 6 focoase mai bune, și puteam să pierdem”, cu toate că Ardent și Antelope au fost amândouă pierdute, în ciuda faptului că bombele nu au explodat. Argentinienii au pierdut în total 22 avioane în cursul atacului, respectiv: 9 Dagger, 5 A-4C, 3 A-4Q, 3 A-4B și 2 Pucara.

### Bătălia de la Goose Green

Desfășurarea infanteriei în zona de est a ins. Falkland după debarcarea din San Carlos

Începând din 27 mai, până în 28 mai, circa 500 de oameni ai Batalionului 2 – regiment de parașutiști (2nd Battalion, Parachute Regiment – 2 Para), având ca suport de artilerie, bateria 8 (Alma) Commando Battery, Royal Artillery, s-a apropiat de Darwin și Goose Green, ocupate de Regimentul 12 Infanterie argentinian, declanșând atacul asupra acestora. După un schimb intens de focuri, care s-au sfârșit în noaptea de 28 mai, britanicii au câștigat. Bilanțul a fost de 17 soldați britanici și 47 argentinieni uciși. 961 militari argentinieni, dintre care 202 aparținând Forțelor Aeriene Argentiniene (AAF), care deserveau areoportul “Condor” au fost luați prizonieri. BBC a anunțat victoria de la Goose Green înainte ca aceasta să se întâmple. În cursul acestui atac, a fost ucis Lt. Col H. Jones, comandantul regimentului, în timp ce ataca în fruntea unității pozițiile argentiniene. A fost decorat post-mortem cu Victoria Cross. După ce forțele argentiniene deloc de neglijat de la Goose Green au fost scoase din luptă, forțele britanice au avut posibilitatea de a ieși din capul de pod de la San Carlos. În 27 mai, oamenii din Brigada 3 Comando și cei din Regimentul 3 parașutiști s-au deplasat în maeș forțat către localitatea Teal Inlet.(Caleta Trullo)

### Forțele speciale pe Muntele Kent
În același timp, 42 de soldați ai trupelor de comando s-au îmbarcat într-un elicopter pentru a se deplasa în zona Muntelui Kent. Neavând cunoștință de forța inamicului, în 27 și 28 mai, responsabilii argentinieni au trimis spre Port Stanley, pentru a respinge trupele britanice, avioane de transport încărcate cu rachete portabile sol-aer, împreună cu Compania 602 Comando si Escadronul 601 al Forțelor Speciale ale Jandarmeriei. Acțiunea a fost denumită Operațiunea AUTOIMPUESTA.(Inițiativa Autodeterminării) În săptămâna următoare, soldații din trupele SAS și din Mountain and Arctic Warfare Cadre (M&AWC) ai Brigăzii 3 Comando au hărțuit trupele Companiei 602 argentiniene, conduse de maiorul Aldo Rico, numărul 2 la comanda Regimentului 22 Infanterie montană. În cursul zilei de 30 mai, avioanele Harrier erau în misiune deasupra Muntelui Kent. Unul dintre ele, Harrier XZ963, pilotat de comandantul de escadron Jerry Pook, răspunzând chemării în ajutor de la Escadronul D, a atacat pantele estice ale muntelui, dar a fost doborât de focul armelor ușoare ale infanteriei. Pook a fost decorat cu UK Distinguished Flying Cross. Marina argentiniană a utilizat ultimele rachete Exocet AM39 de care dispunea, încercând să atace nava HMS "Invincible", pe 30 mai. Surse argentiniene susțin că una din rachete ar fi lovit nava britanică. Britanicii au negat, afirmând că racheta ar fi fost distrusă în aer de HMS "Avenger". De altfel, la întoarcerea acasă, HMS "Invincible" nu prezenta semne vizibile că ar fi fost lovit. Pe 31 mai, trupele montane M&AWC au învins trupele speciale argentiniene în bătălia de la "Top Malo House". Un puternic detașament de trupe de comando argentiniene (13 militari, respectiv Prima secțiune de asalt a căpitanului José Vercesi și Compania 602 Comando) au fost blocate în casa unui cioban din zona numită Top Malo. Argentinienii au tras prin ferestre, dar asaltați de trupele britanice care au incendiat casa, au reușit să scape în albia râului din apropiere. Înconjurați din toate părțile, și cu muniția pe sfârșite, au decis să se predea celor 19 soldați britanici din trupele M&AWC sub comanda căpitanului Rod Boswell. Trei britanici au fost grav răniți. De partea argentiniană, au fost uciși locotenentul Ernesto Espinoza și sergentul Mateo Sbert, doar 5 argentinieni scăpând nevătămați. În acest timp, un alt detașament britanic se apropia, sub comanda locotenentului Fraser Haddow. Unul din argentinienii răniți, locotenentul Horacio Losito, a declarat că singura cale de scăpare a argentinienilor trecea prin poziția apărată de Haddow. Comandoul 601 argentinian a încercat să înainteze pentru a ajuta Compania 602, pe Muntele Estancia. Descoperită de Comandoul 42 britanic, a fost atacată cu bombe de aruncător de 81mm L16 (mortiere L16 - 81mm), fiind obligată să se retragă pe muntele Two Sisters. Compania 602 argentiniană, încercuită oe Muntele Estancia, a înțeles că nu mai poate rezista, după câteva discuții între ofițeri, hotărând să se predea. Argentinienii au utilizat în aceste operații și elicoptere, pentru a susține pozițiile deținute și pentru a deplasa rapid patrulele. Batalionul 601 de Elicoptere de Asalt argentinian a suferit pierderi grele, elicopterele dovedindu-se extrem de vulnerabile. Pe 30 mai, la ora 11, un elicopter Aerospatiale SA-330 Puma argentinian a fost doborât de o rachetă sol-aer (SAM) Stinger, lansată de trupele SAS din apropierea Muntelui Kent. Șase soldați argentinieni din Trupele Speciale ale Jandarmeriei Argentiniene au fost uciși, opt alții fiind grav răniți în urma prăbușirii elicopterului. Brigadierul Thompson avea să comenteze ulterior: "Am avut noroc pentru că nu am ținut seama de părerea Northwood HQ(Northwood Headquarters) care susținea că operațiile de recunoaștere pe Muntele Kent sunt inutile. Dacă Escadronul D nu ar fi fost acolo, forțele speciale argentiniene ar fi copleșit trupele noastre și, în întunericul și confuzia desantării într-o zonă necunoscută, operațiunea s-ar fi soldat cu pierderi grele printre trupele noastre".

### Luptele de la Bluff Cove și Fitzroy
În data de 1 iunie, odată cu sosirea a 5000 de soldați britanici aparținând celei de-a 5-a Brigăzi de Infanterie, debarcate în San Carlos de la bordul pachebotului SS “Canberra” și navelor “Nordland” și ”Stromness”, ca și a trupelor transferate de pe RMS “Queen Elizabeth 2” în Georgia de Sud, noul comandant divizionar britanic, generalul maior Jeremy Moore avea deja suficiente trupe pentru a declanșa o ofensivă contra trupelor argentiniene din Stanley.
În timpul acestei desfășurări de forțe, atacurile aviației argentiniene asupra navelor britanice au continuat, acestea soldându-se cu uciderea a 56 militari britanici. Dintre aceștia, 32 aparțineau trupelor Welsh Guards de pe navele auxiliare (RFA – Royal Fleet Auxiliary) RFA Sir Galahad și RFA Sir Tristram, fiind uciși în 8 iunie. Conform celor declarate ulterior de către medicul-șef militar Rick Jolly de la Spitalul de campanie din Falkland, peste 150 de oameni au suferit răni și arsuri, printre care și Simon Weston, ulterior cunoscut realizator de emisiuni radio și tv. Trupele Welsh Guards fuseseră trimise pentru a sprijini forța principală ce urma să atace Stanley din direcția sudică. Pe 2 iunie, o mică parte din trupele2 Para s-a deplasat în punctul numit “Swan Inlet house”, folosind un număr de elicoptere militare de tip Westland Scout. Descoperind că în zonă nu sunt soldați argentinieni, depășindu-și atribuțiile, aceștia au cerut ca un elicopter RAF Chinook să facă încă un transport de trupe de parașutiști (2 Para) la Fitzroy, o așezare din Port Pleasant și Bluff Cove, o așezare din Port Fitzroy. Această înaintare necoordonată a produs coșmaruri comandanților acestei operații combinate, aceștia descoperind în scurtă vreme că au o zonă descoperită de cca. 48 km în flancul sudic, imposibil de apărat. Ajutoare nu mai puteau primi, dat fiindcă ultimul elicopter Chinook era suprasolicitat. Soldații se puteau deplasa, dar echipamentul și proviziile, extrem de grele, nu puteau fi transportate decât pe mare. S-a plănuit ca jumătate din trupele Welsh Guards să mărșăluiască în noaptea de 2 iunie, în timp ce trupele Scots Guard, împreună cu cealaltă jumătate a trupelor Welsh Guards să fie transportate pe mare, folosind o navă de debarcare (LSL - Landing Ship Logistics), LSL Sir Tristram, și un doc de transport amfibiu (LPD – Landing Platform Dock), respectiv LPD Intrepid, în noaptea de 5 iunie. S-a decis ca Intrepid să aștepte o zi, pentru a putea fi încărcat la maxim, la fel și Sir Tristram, astfel încât au putut părăsi San Carlos, a doua zi dimineața, în relativă siguranță. A fost prevăzută și o escortă, după care debarcarea a fost realizată cu plute motorizate Mexeflote. S-au exercitat presiuni pentru a nu risca integritatea LPD Intrepid, astfel încât comandantul operațiunii a trebuit să schimbe planul inițial. Au fost trimise două nave de debarcare (LSL), cu valoare redusă, dar, în lipsa plajelor care să permită debarcarea, nava Intrepid a trebuit totuși să le urmeze pentru a facilita debarcarea trupelor. A urmat o complicată operație de debarcare, care a durat mai multe nopți, operațiune la care a participat și nava soră a lui Intrepid, HMS “Fearless”. Marșul trupelor Welsh Guards a eșuat, posibil datorită faptului că trebuiau să care un echipament extrem de greu. Militarii s-au întors la San Carlos, fiind debarcați direct la Bluff Cove de HMS “Fearless”. HMS Sir Tristram a navigat în noaptea de 6 iunie, iar a doua zi i s-a alăturat și HMS Sir Galahad. Ele au aruncat ancora în apropiere de Port Pleasant, punctul desemnat pentru debarcare, în apropiere de Fitzroy. Mijloacele de debarcare aveau posibilitatea să descarce navele și să debarce trupele relativ rapid, dar o confuzie asupra punctului în care trebuia să se facă transferul trupelor pe navele de debarcare, dat fiindcă jumătate din ele au mers direct la Bluff Cove, l-au determinat pe ofițerul de infanterie care le comanda, să insiste ca trupele sale să fie deplasate la o distanță mai mare, direct la Port Fitzroy/Bluff Cove. Aceștia ar fi fost astfel obligați să se deplaseze pe podul Bluff Cove, recent reparat, care fusese distrus de argentinieni, pe o distanță de cca. 11 km. Pe rampa de debarcare de la pupa vasului Sir Galahad a izbucnit o discuție în contradictoriu privind modul în care trebuie procedat. Ofițerii de la bordul navei susțineau că nu pot naviga la Bluff Cove în acea zi. Ei le-au explicat comandanților trupelor ce trebuiau debarcate că în timpul unei astfel de operații, navele erau extrem de vulnerabile la atacurile aviației argentiniene. Debarcarea folosind LCU și plute Mexeflote putea lua 20 de minute. Nu aveau altă alternativă decât să mărșăluiască 11 km până la Bluff Cove, sau să aștepte lăsarea întunericului pentru a naviga direct acolo. S-a decis să se aștepte lăsarea întunericului, urmând ca navele să navigheze direct la Bluff Cove, ofițerii comandanți ai trupelor de debarcare refuzând să-și debarce oamenii. Este posibil să fi avut dubii că podul fusese reparat, dat fiindcă personalul specializat în aceste reparații, trupele de geniști (Royal Engineer Troop) se găseau la bordul HMS Sir Galahad. Trupele Welsh Guards doreau să se alăture batalionului din care făceau parte, pentru ca acesta să nu se trezească cu efectivele diminuate în fața inamicului. De asemenea, erau prea încrezătoare în protecția pe care trebuia să le-o asigure aviația britanică, și în plus, nu văzuseră nici un avion inamic în zonă. Ofițerul Ewen Southby-Tailyour le-a ordonat să părăsească nava și să debarce pe plajă, dar ordinul a fost ignorat. Timpul extrem de lung necesar mijloacelor de debarcare pentru a transporta trupele la Bluff Cove, precum și discuția în contradictoriu asupra modalității de debarcare, a cauzat o întârziere destul de mare, la care s-a adăugat și încărcarea destul de greoaie cu echipament a mijloacelor de debarcare. Consecințele au fost dezastruoase. Fără escortă, fără protecție aeriană, încărcate la maxim, cele două nave de debarcare au devenit ținte sigure pentru două valuri de avioane de atac argentiniene Douglas A-4 Skyhawk. Dezastrul de la Port Pleasant (cunoscut și sub numele de Bluff Cove), prin imaginile înspăimântătoare de la fața locului, a arătat întregii lumi duritatea războiului. Posturile de televiziune au transmis în direct imagini de la fața locului. Telespectatorii britanici au putut vedea în direct elicoptere încercând să salveze soldații britanici din navele în flăcări, zburând printr-o deasă perdea de fum, morți și răniți. Pierderile britanice s-au ridicat la 48 de militari uciși și 115 răniți. Trei piloți argentinieni au fost de asemenea uciși. Atacul aerian argentinian a întârziat cu două zile atacul final asupra trupelor argentiniene comasate în Port Stanley. Generalul Mario Menendez, comandantul trupelor argentiniene din Port Stanley, a afirmat că 900 de soldați britanici ar fi fost uciși, sperând ca moralul britanicilor să scadă, și în consecință, să amâne atacul final.

### Cucerirea capitalei Stanley

Ofensiva asupra localității Stanley

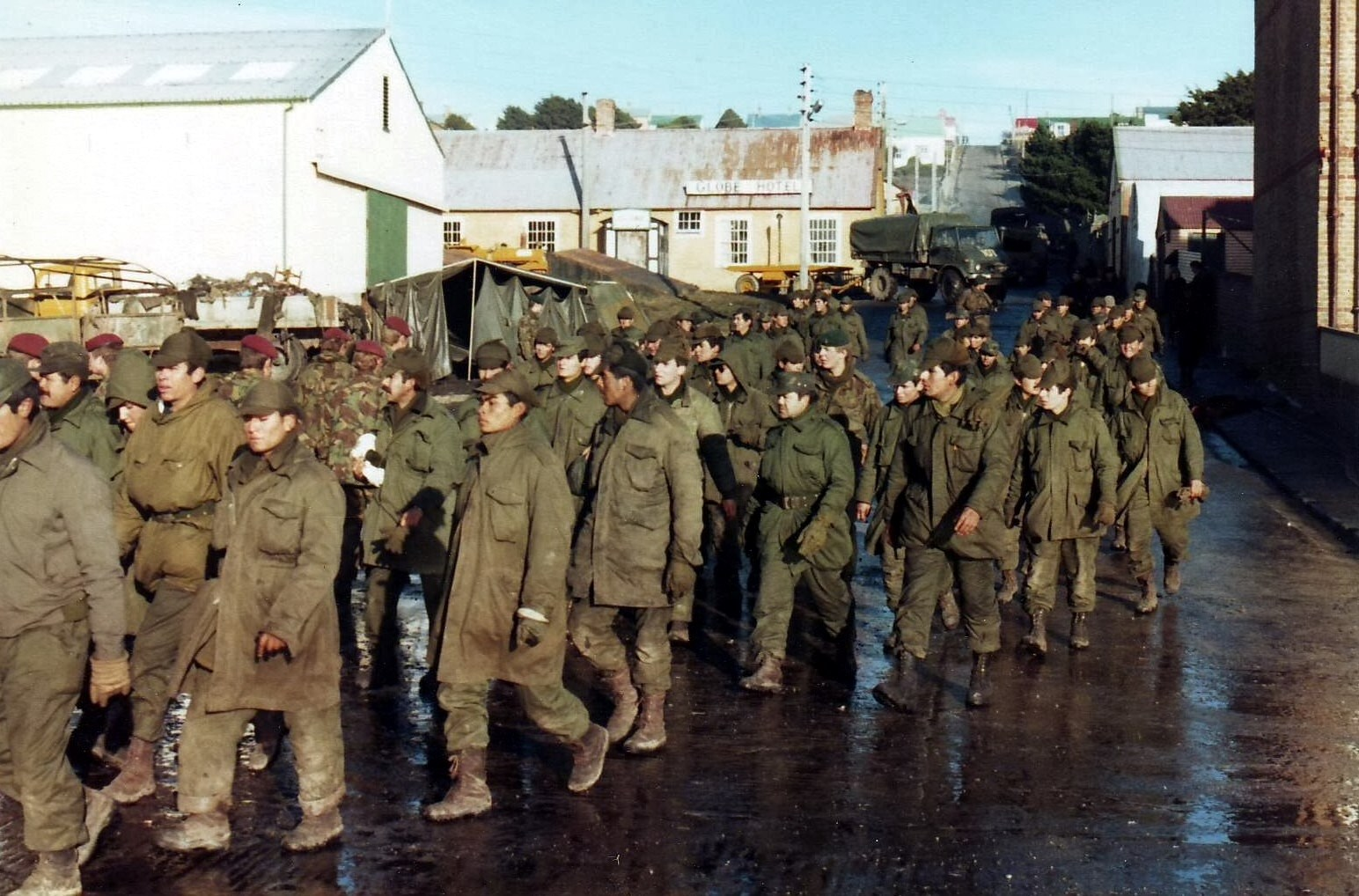
Prizonieri de război argentinieni – Port Stanley.

În noaptea de 11 iunie, după mai multe zile de recunoaștere a terenului și intensă activitate logistică, forțele britanice au lansat un atac nocturn cu forța unei brigăzi, împotriva cercului de coline bine apărat din jurul localității Stanley. Unități ale Brigăzii 3 Comando, sprijinite cu foc de artilerie de pe navele britanice, au atacat forțele argentiniene. Atacul a fost compus din trei angajamente militare: lupta de la Mount Harriet, lupta de la Two Sisters, și lupta de la Mount Longdon. Mount Harriet a fost cucerit cu prețul pierderii a doi soldați britanici și 18 argentinieni. La Two Sisters, britanicii au întâmpinat o puternică rezistență din partea argentinienilor, dar și-au atins toate obiectivele. Cea mai grea confruntare a fost la Mount Longdon, unde britanicii au fost întâmpinați cu foc de infanterie, mitraliere, foc de artilerie și aruncătoare de mine, lunetiști și ambuscade. Cu toate acestea, britanicii au continuat să avanseze spre pozițiile argentiniene.
În cursul acestei confruntări, 13 militari britanici au fost uciși atunci când nava HMS “Glamorgan”, care se apropiase prea mult de mal, a fost lovită de o rachetă Exocet MM38, lansată de pe o platformă tractată, pe care tehnicienii argentinieni improvizaseră o bază de lansare, folosind un lansator recuperat de pe distrugătorul ARA Seguí. În aceeași zi, sergentul Ian McKay, din plutonul 4, compania B, din trupele 3 Para, a fost ucis în cursul unui atac cu grenade asupra unui buncăr argentinian. A fost decorat post-mortem cu Victoria Cross. După o noapte de lupte grele, toate obiectivele pe care și le propuseseră britanicii au fost atinse. Ambele părți au suferit pierderi grele.
În noaptea de 13 iunie a început a doua fază a atacului, presiunea asupra argentinienilor fiind menținută pe toată durata zilei. Trupele 2 Para, sprijinite de vehicule de recunoaștere (CVRT - Combat Vehicle Reconnaissance), încărcate cu trupe aparținând forțelor The Blues și Royals, au capturat punctul Wireless Ridge. Pierderile au fost de 3 soldați britanici și 25 soldați argentinieni. Batalionul 2 al trupelor Scots Guards a capturat Mount Tumbledown, pierderile fiind de 10 militari britanici și 30 militari argentinieni.

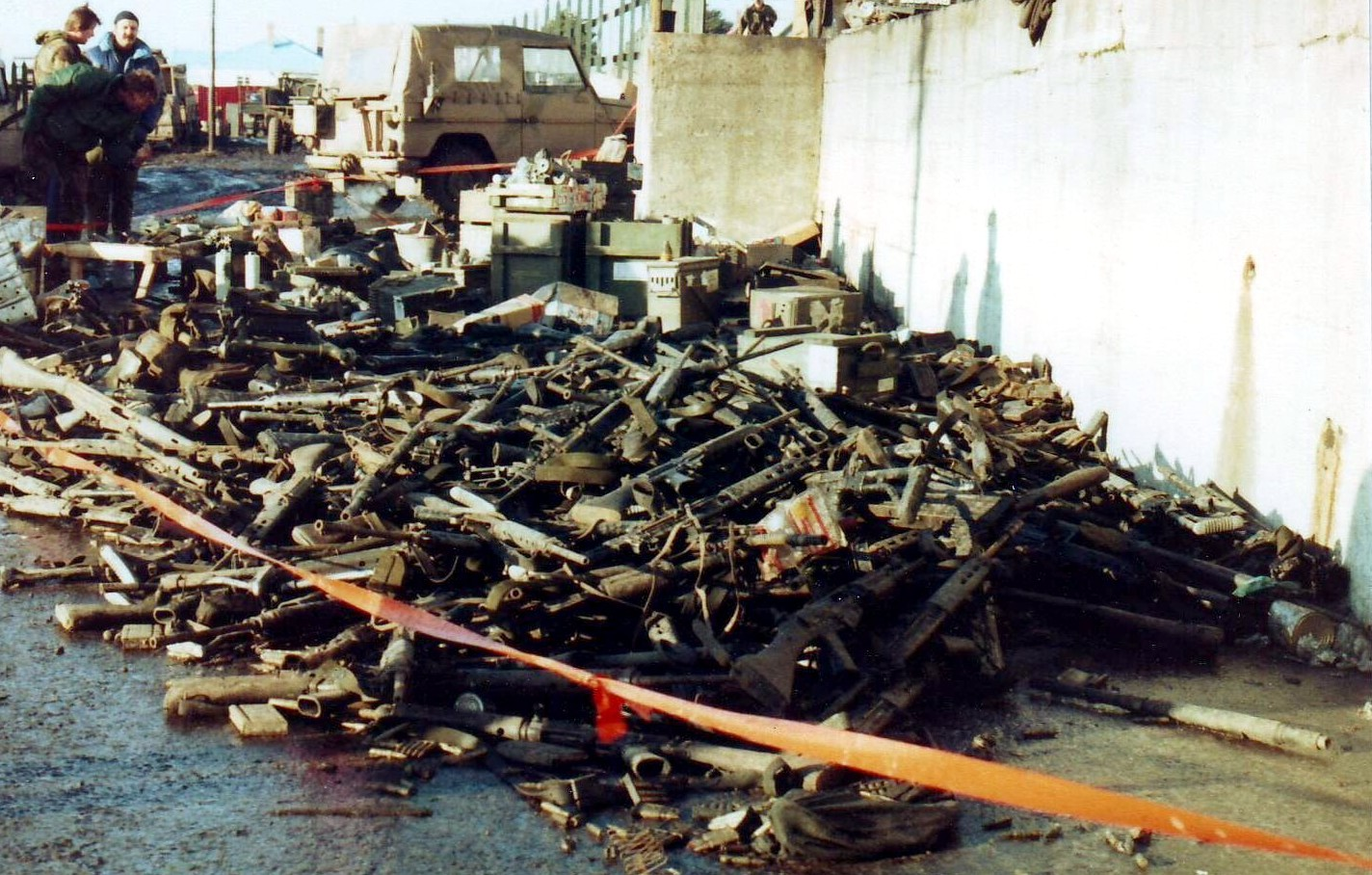
Arme argentiniene capturate, Port Stanley

Odată ce ultimul obstacol natural, Mount Tumbledown, a fost cucerit, apărarea argentiniană din jurul localității Stanley a început să dea semne de slăbiciune. Încă de dimineață, un comandant de companie a fost ucis, iar ofițerii subalterni nu știau ce decizie să ia. Un militar argentinian din Regimentul 3, Santiago Carrizo, a povestit cum un comandant de pluton le-a ordonat oamenilor săi să ocupe poziții de luptă în casele din vecinătate, spunând : “dacă ciobanii se împotrivesc, împușcați-i”. Întreaga companie a refuzat să execute ordinul. Încetarea focului a fost declarată pe 14 iunie, atunci când comandantul trupelor argentiniene din Stanley, generalul de brigadă Mario Menéndez s-a predat generalului maior Jeremy Moore.

## Recuperarea Insulelor Sandwich de Sud

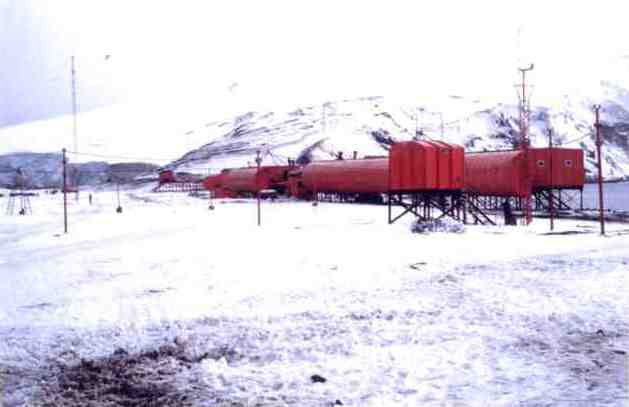
Garnizoana argentiniană Thule la baza militară “Corbeta Uruguay”

În 20 iunie, britanicii au capturat Insulele Sandwich de Sud, după ce în prealabil, trupele argentiniene din insula Thule, staționate în baza militară Corbeta Uruguay , au declarat încetarea ostilităților, acceptând să se predea britanicilor. Argentinienii înființaseră această bază militară în 1976, dar, înainte de 1982, britanicii au contestat această decizie doar pe cale diplomatică.

## Pierderi

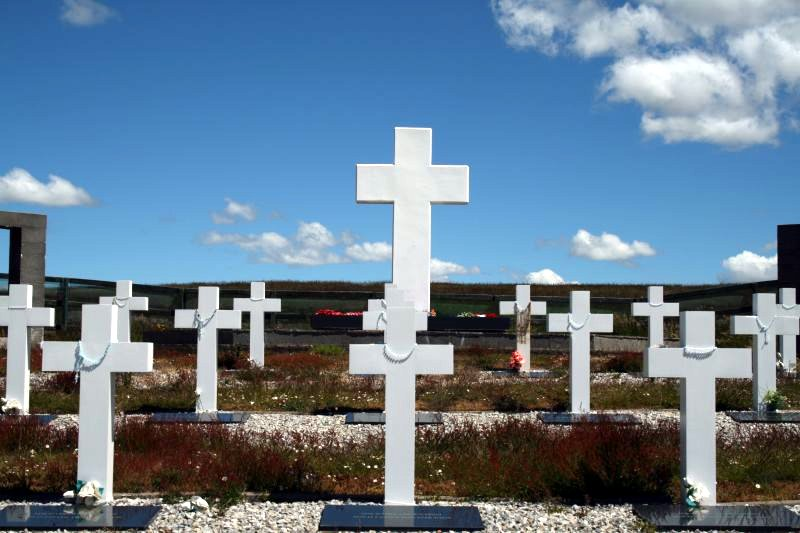
Cimitirul militar argentinian, în East Falkland

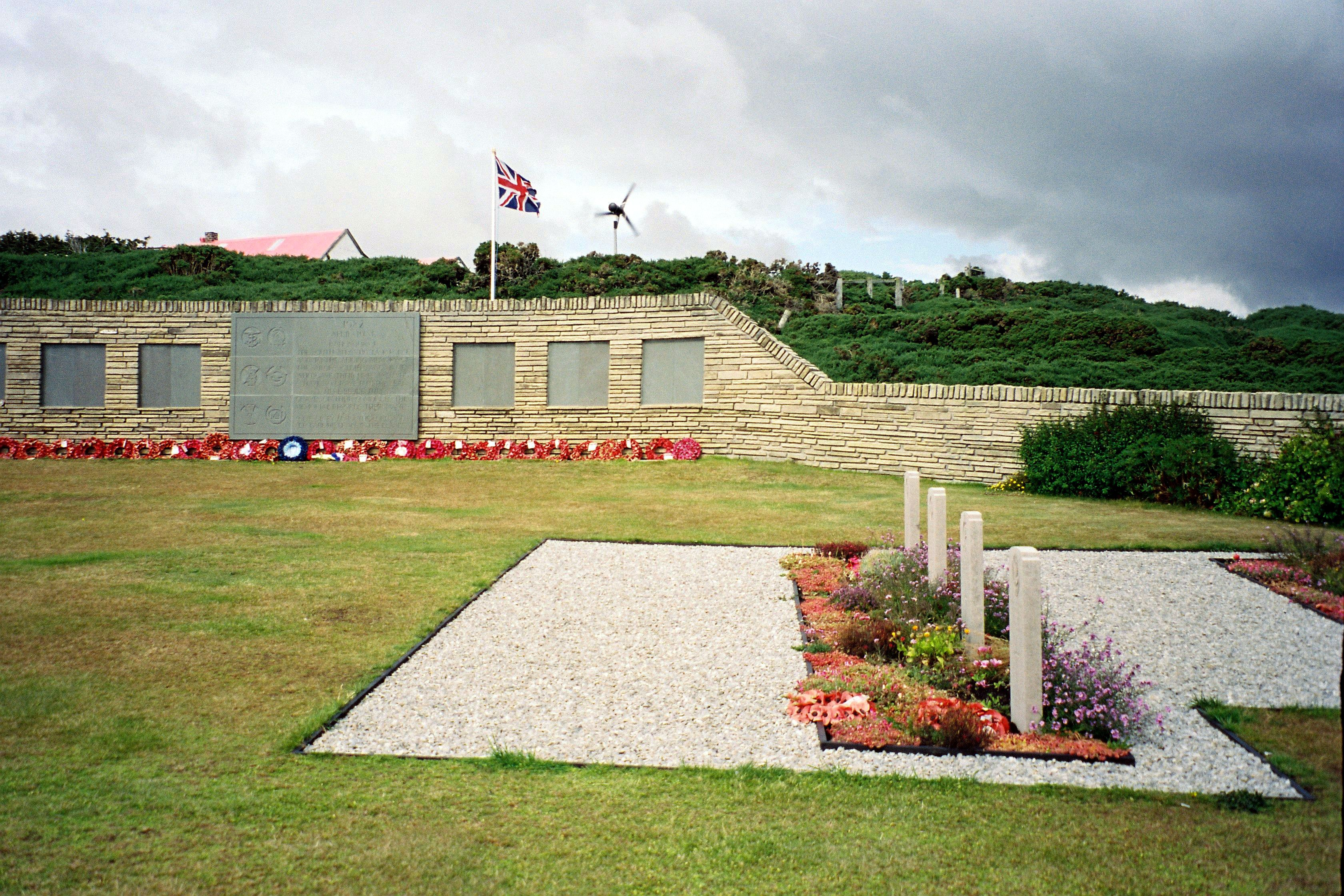
Cimitirul militar britanic din San Carlos, în East Falkland

În total, 907 oameni au fost uciși în cele 74 de zile ale conflictului: 
- Argentina - 649 morți.[100]
  - Armata argentiniană - 194 (16 ofițeri activi, 35 ofițeri rezerviști și 143 înrolați voluntar)[101]
  - Marina argentiniană - 341 morți (din care 321 militari + 2 civili în urma scufundării ARA “General Belgrano” și 4 aviatori ai marinei)
    - Infanteria navală (IMARA) – 34 pușcași marini.[102]

  - Forțele aeriene argentiniene – 55 persoane (31 piloți + 14 personal la sol)[103]
  - Jandarmeria Națională Argentiniană (trupe de grăniceri) – 7 oameni.
  - Prefectura Navală Argentiniană (paza de coastă) – 2 oameni
  - Marinari – 16 oameni
- Marea Britanie - 255 militari britanici și 3 femei, localnice din insulele Falkland, și-au pierdut viața în cursul conflictului militar.[104]
  - Marina britanică – 86 militari + 2 auxiliari din Hong Kong.[105]
  - Pușcași marini – 27 oameni. (2 ofițeri, 14 ofițeri rezerviști și 11 soldați)[106]
  - Flota auxiliară – 4 marinari britanici + 6 marinari din Hong Kong.[107][108]
  - Marina comercială – 6 marinari.[107]
  - Armata britanică – 123 militari. (7 ofițeri, 40 ofițeri rezerviști și 76 voluntari)[109][110][111]
  - Royal Air Force - 1 ofițer[107]
  - Civili din Falkland – 3 femei omorâte în cursul bombardamentelor britanice.[107]

Din cele 86 persoane aparținând marinei, 22 se găseau pe HMS “Ardent”, 19+1 pe HMS “Sheffield”, 19+1 pe HMS “Coventry”, și 13 pe HMS “Glamorgan”. Din acești 86, 14 erau bucătari, cel mai ridicat procent dintre toate specialitățile marinei. Din trupele de infanterie, 33 erau membri ai Welsh Guards, 21 din Batalionul 3 de parașutiști, 18 din al doilea, 19 erau membri ai trupelor Special Air Service, 3 din trupele Royal Signals, 8 din Scots Guards, și 8 din Scots Guards (geniști). Primul Batalion “7th Duke of Edinburgh's Own Gurkha Rifles” a pierdut un singur om. Încă doi oameni au murit în cursul Operațiunii Corporate, urcând totalul pierderior britanice la 260 persoane.
- Căpitanul Brian Biddick de pe nava spital SS Uganda a suferit o operație de urgență în cursul călătoriei spre Insulele Falkland. Ulterior a fost repatriat la bordul unui avion militar la spitalul din Wroughton, unde a decedat în data de 12 mai.[112]
- Paul Mills de pe HMS Coventry a avut complicații în urma unei fracturi craniene survenite în cursul scufundării vasului, decedând în data de 29 martie 1983. Este înmormântat în Swavesey, orașul său de reședință.[113]

În total, numărul de răniți a fost de 1188 de partea argentiniană și 777 de cea britanică.

### Zona Crucii Roșii

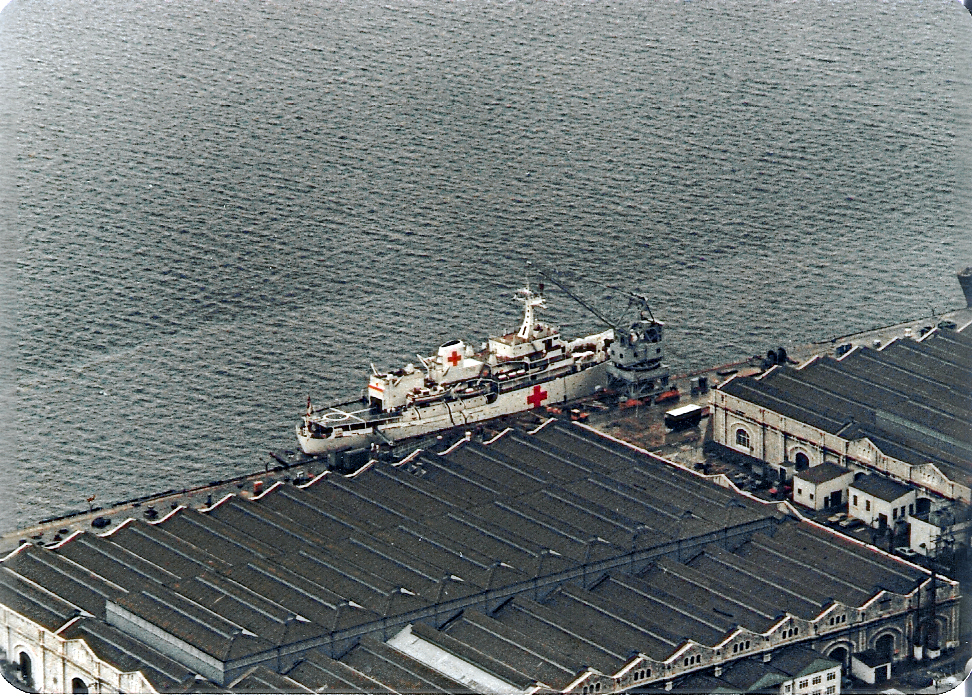
Vasul Hecla la baza navală HM (Naval Base) Gibraltar, în timpul conversiei în spital militar, în vederea participării la războiul din Falkland.

Înainte să înceapă ofensiva britanică, guvernele Marii Britanii și Argentinei au convenit să stabilească o zonă marină în care amândouă părțile implicate în conflict să-și poată plasa nave spital fără să se teamă de un atac al părții adverse. Această zonă, un cerc cu un diametru de 20 mile marine a fost denumit Red Cross Box, și se găsea la 45 de mile nord de Insulele Falkland. Britanicii au adus în zonă 4 vase, respectiv HMS Hydra, HMS Hecla, HMS Herald, împreună cu nava spital principală SS Uganda. Argentinienii au menținut în zonă 3 nave, respectiv ARA “Almirante Irízar”, ARA “Bahia Paraiso”, și ARA “Puerto Deseado”.
Vasele spital erau nave civile, transformate temporar în nave spital. Primele trei vase britanice erau vase de supraveghere, în timp ce “Uganda” era vas de croazieră. Almirante Irizar fusese spărgător de gheață, Bahia Paraiso era vas de transport arctic, iar Puerto Deseado era vas de supraveghere. Vasele britanice și argentiniene erau în contact radio permanent. S-au făcut de asemenea și transferuri de pacienți între acestea. Navele britanice au operat de asemenea ca navetă, transportând răniți între Insulele Falkland și “Uganda”, și de asemenea, între zona alocată Crucii Roșii și Montevideo.
În timpul conflictului, oficiali ai Comitetului Internațional al Crucii Roșii au efectuat inspecții pentru a verifica respectarea Convenției de la Geneva. În 12 iunie, un număr de persoane a fost transferat cu un elicopter, de la bordul uneia din navele spital argentiniene la bordul unei nave spital britanice.

### Evacuarea răniților britanici
Vasul HMS Hydra a acționat în cooperare cu HMS Hecla și cu HMS Herald, pentru a transporta răniții britanici de pe vasul principal SS “Uganda” la Montevideo, în Uruguay , unde erau luați în primire de ambulanțe. De aici, avioane de transport RAF VC10, preluau răniții pentru a-I transporta la spitalul militar al aviației britanice din Wroughton, lângă Swindon.

## După încetarea focului
Războiul a avut consecințe importante pentru ambele părți beligerante, în special prin pierderile umane și materiale (nave și avioane).
În Marea Britanie, popularitatea primului ministru în exercițiu, Margaret Thatcher a crescut. Victoria britanică a produs o răsturnare de poziție în sondajele de opinie, popularitatea Partidului Conservator din Marea Britanie (Conservative Party - UK) devansând cu mult alianța liberală (SDP-Liberal Alliance), în raport cu poziția dinainte de declanșarea conflictului militar. În consecință, la alegerile din anul următor (1983), conservatorii vor câștiga detașat. O altă consecință a fost că propunerile dlui Nott, ministru secretar de stat al apărării, de reducere a bugetului alocat marinei, au fost abandonate. Locuitorii Insulelor Falkland au primit cetățenia britanică în 1983, cu drepturi depline, ceea ce a trezit furia argentinienilor. În 1985 a fost promulgată o nouă constituție, care consfințea auto-guvernarea locuitorilor insulelor. 
În Argentina, războiul din Insulele Falkland, cu înfrângerea argentinienilor, a permis evitarea unui posibil conflict militar cu Chile. O altă consecință importantă a fost că Argentina a revenit la un regim democratic în urma alegerilor generale din anul următor, primele alegeri libere din 1973. Impactul social a fost important, înfrângerea suferită erodând imaginea armatei drept “rezerva morală a națiunii”, imagine cultivată pe toată durata sec. 20.
S-au făcut numeroase speculații privind impactul războiului asupra veteranilor de război. Studii sociologice au estimat că 264 veterani britanici și 350 – 500 argentinieni, s-au sinucis în anii următori. Cu toate acestea, un studiu amănunțit, comandat de ministerul apărării britanic, efectuat asupra unui număr de 21,432 veterani ai războiului din Insulele Falkland, a relevat că numărul sinuciderilor printre aceștia, nu a depășit media din Marea Britanie.

### Analiza militară
Din punct de vedere militar, războiul din Insulele Falkland este cea mai importantă confruntare militară aero-navală de la cel de-al doilea război mondial încoace. În consecință, a fost obiect de studiu pentru numeroși istorici și analiști militari. Cele mai importante “lecții” pe care le-a furnizat acest conflict au fost: vulnerabilitatea navelor de suprafață față de atacurile cu rachete aer-sol sau sol-sol, față de atacurile submarine, posibilitatea logistică și militară de a purta războaie la mare distanță de centrul de putere, re-confirmarea forței tactice a elicopterelor, și nu în ultimul rând, superioritatea antrenamentului forțelor militare britanice, reflectată în disproporția de pierderi, în ciuda faptului că argentinienii se găseau în defensivă.

### Memoriale

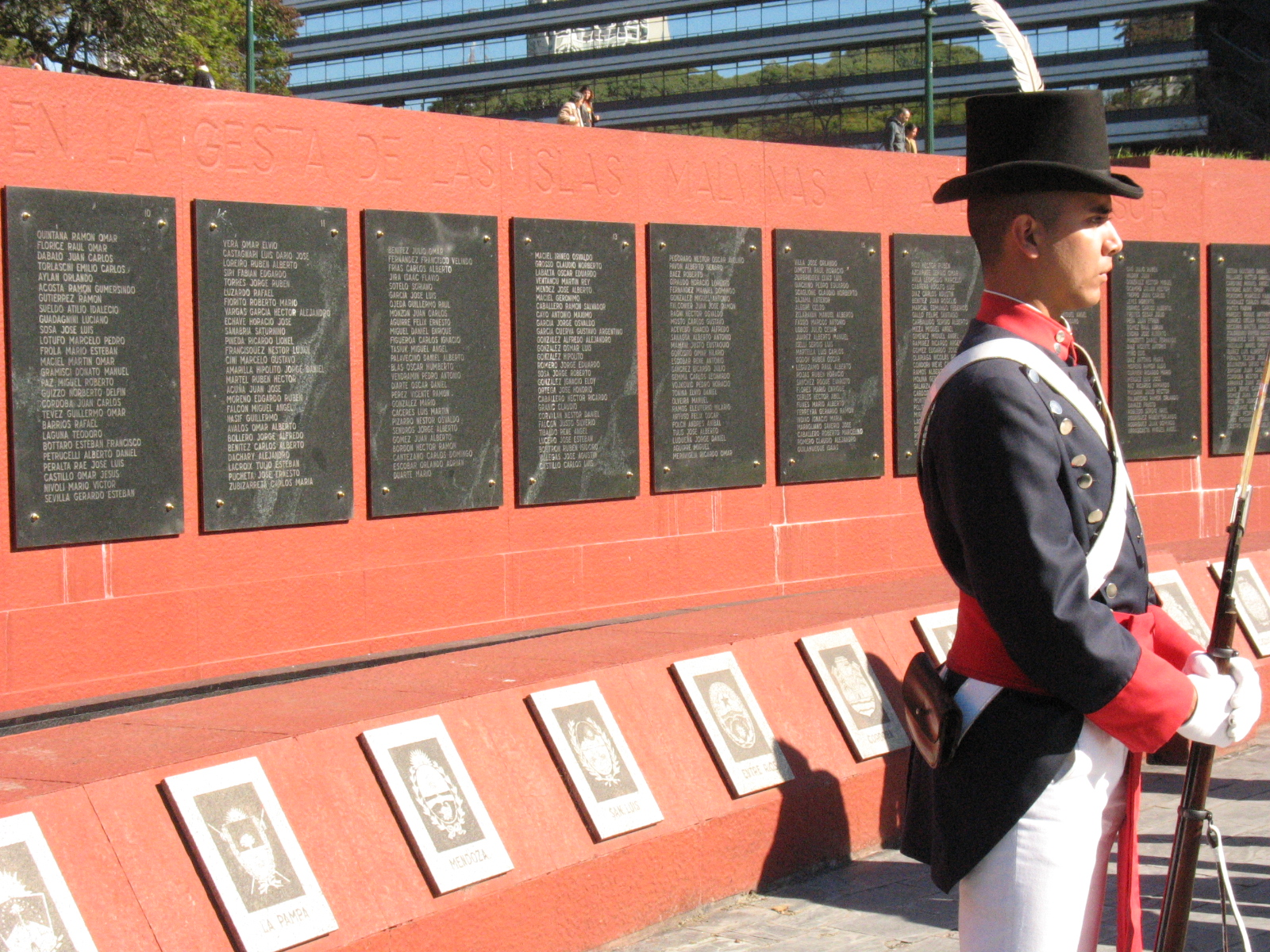
Monumento a los Caídos en Malvinas ("Monumentul ridicat în memoria celor căzuți în războiul din Insulele Falkland, ridicat în Plaza San Martín din Buenos Aires.

În afară de monumentele ridicate în insule, există un memorial în cripta Catedralei Sf. Paul din Londra.
În Argentina, s-a ridicat un memorial în Plaza San Martín din Buenos Aires, altul în Rosario, Santa Fe, și al treilea în Ushuaia.
În timpul războiului, soldații britanici morți au fost puși în pungi de plastic fiind îngropați în gropi comune. După încheierea conflictului, cadavrele au fost recuperate, 14 au fost îngropate în cimitirul militar Blue Beach din San Carlos, restul de 64 fiind transportate în Marea Britanie și returnate familiilor.
Militarii argentinieni care și-au pierdut viața în conflict sunt îngropați în cimitirul militar argentinian situat în vestul așezării Darwin. Marea Britanie s-a oferit să returneze rămășițele pământești ale acestora Argentinei, dar guvernul argentinian a refuzat, considerând cimitirul din insule ca o continuitate a prezenței argentiniene.

### Câmpurile de mine

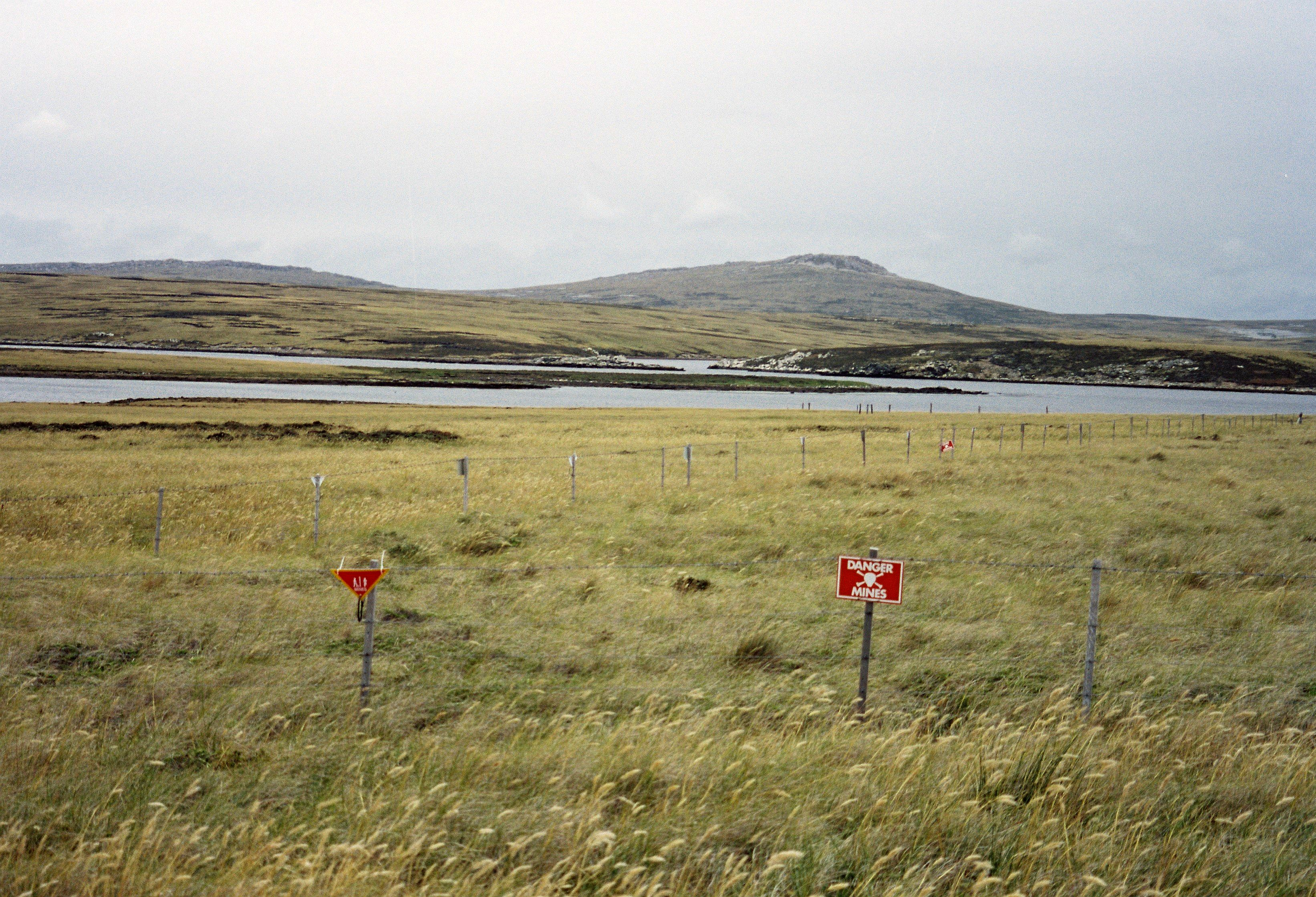
Deși unele câmpuri de mine au fost curățate, un număr important încă mai există, precum cel din imagine, în Port William, East Falkland

În 2011, încă mai existau 113 câmpuri de mine în Insulele Falkland și de proiectile de artilerie ne-explodate, acoperind o arie totală de 13 kmp. În cadrul acesteia, într-o zonă cu o suprafață de cca 5,5kmp situată în Peninsula Murrell, se consideră că încă mai există câmpuri de mine suspecte. Cu toate acestea, zona a fost parcursă de păstori în ultimii 25 de ani, fără ca vreun incident să survină. Cu toate acestea, se estimează că pe tot teritoriul insulelor, se găsesc încă 20.000 de mine anti-personal și 5.000 de mine anti-tanc, ne-explodate. Din 1984, nu au fost semnalate accidente produse de mine sau proiectile ne-explodate. Marea Britanie a raportat că un număr de 6 militari în 1982 și alți 2 în 1983, au fost răniți de mine ne-explodate. Astfel de accidente au survenit în timpul curățării câmpurilor de mine, imediat după conflict, ca și în timpul stabilirii perimetrelor minate, în zonele în care nu existau informații asupra prezenței acestora. 
În data de 9 mai 2008, guvernul Insulelor Falkland a declarat că zonele minate reprezintă sub 0,1% din zona agricolă a insulelor, în consecință “nu reprezintă un pericol social sau economic”, și că impactul economic al activității de curățare a câmpurilor minate este mult mai mare decât pericolul eventual pe care acestea l-ar reprezenta. Cu toate acestea, guvernul britanic, semnatar al Tratatului de Interzicere a Minelor anti-personal, și-a luat angajamentul să curețe câmpurile de mine care au mai rămas, până la sfârșitul lui 2019.
În luna mai 2012, s-a anunțat că o zonă cu o suprafață de cca. 3,7kmp din zona Stanley Common, care se găsește între șoseaua dintre Stanley și Mount Pleasant, și litoral, a fost curățată, fiind deschisă publicului, eliberând o bucată de litoral de cca. 2 km de-a lungul Mullet's Creek.

## Presă și propagandă

### Argentina
Pe toată durata conflictului, numeroși corespondenți de război au zburat la Port Stanley, la bordul avioanelor militare, pentru a transmite știri direct de la fața locului. Întorși în Buenos Aires, aceștia au raportat despre “eroismul armatei și succesele acesteia”.
Ofițeri ai serviciilor de informații, au fost detașați la agențiile de presă pentru a “lăsa să scape” informații care să confirme comunicatele oficiale ale guvernului. Revistele glossy Gente și Siete Días au prezentat reportaje de 60 de pagini care prezentau vase britanice în flăcări, multe din imagini fiind trucate, precum și povestiri ale “martorilor oculari” despre războiul de gherilă dus de militarii argentinieni în insula Georgia de Sud. (6 mai), despre atacul pilotului mort deja asupra navei HMS Hermes, (Lt. Daniel Antonio Jukic a fost ucis la Goose Green în timpul unei lupte aeriene în data de 1 mai). Multe din fotografiile trucate proveneau din presa tabloidă, cea mai cunoscută imagine de acest fel, se intitula "Estamos ganando" ("Învingem"), provenind de la ziarul Gente, care a utilizat ulterior diverse variante ale acesteia.
Trupele argentiniene staționate în Insulele Falkland aveau la dispoziție ziarul Gaceta Argentina – ziar destinat să ridice “moralul” trupelor. Trupele argentiniene s-au putut convinge rapid de multe din informațiile false propagate prin acest ziar, în special după recuperarea cadavrelor celor uciși în luptă.
Războiul Malvinelor i-a unit pe argentinieni, într-o atmosferă patriotică care a ferit junta militară de criticile populației. Chiar și cei mai dârji opozanți ai guvernării militare l-au susținut pe generalul Leopoldo Galtieri. Scriitorul Ernesto Sabato nota: “Europa, nu te minți singură; pentru Malvine nu luptă o dictatură, ci întreaga Națiune. Oponenții dictaturii miltare, cei ca mine, luptă să elimine ultimele urme ale colonialismului”. 
Nava HMS Invincible a fost “scufundată” în repetate rânduri în presa argentiniană, iar în 30 aprilie 1982, revista Tal Cual a prezentat-o pe Margaret Thatcher în chip de pirat, (cu un petic negru peste unul din ochi), imaginea fiind însoțită de textul : “Pirat, vrăjitoare, asasin. Vinovată!”. Trei reporteri britanici trimiși în Argentina pentru a prezenta evenimentele din perspectivă argentiniană au fost închiși pe toată durata războiului.

### Marea Britanie
Șaptesprezece reporteri de ziar, doi fotografi, doi reporteri radio și trei de televiziune, împreună cu cinci tehnicieni, s-au deplasat împreună cu forța expediționară britanică. Toți aceștia au fost selectați de către Asociația Publiciștilor din Presă (The Newspaper Publishers' Association) dintr-un număr de 160 de candidați, în exclusivitate britanici. Selecția precipitată a acestora, a condus la includerea printre cei 17, a doi jurnaliști interesați exclusiv de persoana Prințului Andrew, Duce de York, fiul reginei Elisabeta a II-a.
Navele ce transportau jurnaliștii erau dotate cu echipament de transmisie a datelor prin satelit (Inmarsat), care permitea transmisia de texte și reportaje vocale. Pachebotul SS “Canberra” dispunea de un fel de fax, care a fost utilizat pentru transmiterea a 202 imagini în timpul războiului. Banda de comunicație fusese închiriată de marina britanică de la US Defense Satellite Communications System, sistem folosit la comunicații internaționale. Televiziunea a solicitat de mii de ori o bandă de transmitere mai largă, dar oficialii S.U.A. au fost de neclintit. Producătorii de televiziune au suspectat că refuzul autorităților ar fi fost motivat. În timpul războiului din Vietnam se dovedise că imaginile de televiziune cu morți și răniți au avut un impact negativ asupra telespectatorilor. Cu toate acestea, tehnologia de atunci, permitea doar transmiterea unei fotograme la 20 de minute, deci chiar dacă ar fi fost alocați 100% toți sateliții militari existenți în acel timp, nu s-ar fi putut transmite mare lucru. În consecință, benzile video au fost trimise în insula Ascension, de unde era disponibilă o legătură cu bandă largă, astfel că imagini tv direct de la fața locului au putut fi prezentate publicului britanic, cu o întârziere de trei săptămâni. Reporterii ce au însoțit forța expediționară au fost cenzurați de către serviciile specializate ale marinei. În consecință, în Marea Britanie, mulți reporteri cunoșteau mai multe despre război decât cei ce se găseau în linia întâi, Marina spera ca presa să ducă o campanie în același stil ca în cel de-al doilea război mondial. dar, cu toate acestea, majoritatea mass-mediei britanice, BBC în special, a prezentat războiul într-o manieră neutră. Reporterii s-au referit la “trupele britanice” și la “trupele argentiniene”, în loc să vorbească de “băieții noștri” și de ”argentinieni”. Două mari tabloide britanice au prezentat chiar puncte de vedere opuse războiului. “Daily Mirror” s-a situat clar contra războiului, în timp ce “The Sun” s-a făcut remarcat prin titluri agresive,, care i-au adus acuzații de xenofobie  și șovinism. The Sun was condemned for its "Gotcha" headline following the sinking of the ARA General Belgrano.

## Impactul cultural
Războiul a avut o considerabilă influență în cultura populară, atât în Marea Britanie, cât și în Argentina, influență ce a început imediat după război și care continuă până în present. Scriitorul Jorge Luis Borges a descris războiul drept “o luptă între doi spâni pentru un pieptene”. Ca o consecință a războiului, cuvintele “yomp”(marș greu cu tot echipamentul în spinare, din argoul pușcașilor marini) și “exocet”(pește zburător în franceză) au intrat definitiv în argoul britanic. Războiul a fost de asemenea subiect de discuție în piese de teatru, film și tv. În Argentina, guvernul militar a interzis muzica britanică, dând cale liberă trupelor rock autohtone să se producă în limba maternă.
(Descrierea confruntărilor militare preluată din articolul similar de pe wikipedia în limba engleză)